# Liste der Impact-Wrestling-Pay-Per-Views
Dies ist eine Liste der von Impact Wrestling (ehemals Total Nonstop Action Wrestling) veranstalteten Pay-per-Views (PPV).

## Geschichte
Nach dem Start von Total Nonstop Action Wrestling 2002 gab es zunächst eine zweistündige wöchentliche Show von TNA, die ebenfalls nur per PPV zu sehen war. Diese Shows wurden bis zum 8. September 2004 gezeigt, sind allerdings nicht Teil dieser Aufzählung. Mit dem Ende dieser Ära von TNA wurde die Fernsehsendung Impact! als Hauptsendung ausgestrahlt. Nach dem großen Erfolg führte TNA monatliche, rund dreistündige PPPV ein, beginnend mit Victory Road am 7. November 2004.
Die monatliche Vorgehensweise blieb bis Januar 2013 bestehen. 2013 wurden nur noch vier PPVs ausgestrahlt. Stattdessen sendete TNA ein Programm namens TNA One Night Only, das ebenfalls per PPV erhältlich war.
Bekannt wurde TNA auch dadurch, dass sie mit vielen japanischen und mexikanischen Promotions PPVs in Kooperation erstellte, darunter Inoki Genome Federation (IGF), New Japan Pro-Wrestling (NJPW), AAA und World Wrestling Council (WWC).

## Ausstrahlung
In den Vereinigten Staaten sind die PPVs über In Demand, Dish Network und DirecTV empfangbar. Im Vereinigten Königreich liefen sie bis zum 25. März 2010 auf Bravo 2, anschließend für ein Jahr auf dem Extreme Sports Channel. 2011 wechselte der Sendeplatz zu Challenge. In Deutschland waren die PPVs eine Zeitlang im Free TV von DMAX zu sehen. Seit 2017 werden sie über ranFighting.de ausgestrahlt.

## Liste

### NWA: Total Nonstop Action Events
Der erste Teil der Liste listet Veranstaltungen auf, die unter dem Namen NWA: Total Nonstop Action (NWA:TNA) veranstaltet wurden. Die Promotion gehörte damals zur National Wrestling Alliance und veranstaltete sogenannte wöchentliche PPVs.

#### 2002
| Datum         | PPV            | Arena                              | Ort                  | Main Event | Anmerkungen               |
| ------------- | -------------- | ---------------------------------- | -------------------- | --- | ------------------------- |
| 19. Juni      | Weekly PPV #1  | Von Braun Center                   | Huntsville, Alabama  | 20-man Gauntlet for the Gold um die NWA World Heavyweight Championship |                           |
| 26. Juni      | Weekly PPV #2  | Von Braun Center                   | Huntsville, Alabama  | A.J. Styles vs. Jerry Lynn vs. Low Ki vs. Psicosis in einem Four-way Double Elimination Match um die NWA TNA X Championship                                                  | aufgenommen am 19. Juni   |
| 3. Juli       | Weekly PPV #3  | Von Braun Center                   | Huntsville, Alabama  | Jeff Jarrett und K-Krush vs. Brian Christopher und Scott Hall |                           |
| 10. Juli      | Weekly PPV #4  | Nashville Municipal Auditorium     | Nashville, Tennessee | Christopher Daniels vs. Elix Skipper vs. Jerry Lynn vs. Kid Romeo vs. Low Ki vs. Tony Mamaluke in einem NWA TNA X Championship Contender's Ranking Six-Way Elimination Match |                           |
| 17. Juli      | Weekly PPV #5  | Nashville Municipal Auditorium     | Nashville, Tennessee | Brian Lawler vs. Scott Hall |                           |
| 24. Juli      | Weekly PPV #6  | TNA Asylum (Nashville Fairgrounds) | Nashville, Tennessee | Ken Shamrock (c) vs. Sabu in einem Ladder vs. Submission Match um die NWA World Heavyweight Championship                                                                     |                           |
| 31. Juli      | Weekly PPV #7  | TNA Asylum (Nashville Fairgrounds) | Nashville, Tennessee | Scott Hall vs. Jeff Jarrett in einem Stretcher Match |                           |
| 7. August     | Weekly PPV #8  | TNA Asylum (Nashville Fairgrounds) | Nashville, Tennessee | A.J. Styles (c) vs. Jerry Lynn vs. Low Ki um die NWA TNA X Championship |                           |
| 14. August    | Weekly PPV #9  | TNA Asylum (Nashville Fairgrounds) | Nashville, Tennessee | A.J. Styles und Jerry Lynn (c) vs. Jeff Jarrett und Ron Killings um die NWA World Tag Team Championship                                                                      |                           |
| 21. August    | Weekly PPV #10 | TNA Asylum (Nashville Fairgrounds) | Nashville, Tennessee | A.J. Styles vs. Jerry Lynn in einemn Iron Man Match um den Nummer-eins-Herausforderer auf die NWA TNA X Championship zu küren                                                |                           |
| 28. August    | Weekly PPV #11 | TNA Asylum (Nashville Fairgrounds) | Nashville, Tennessee | Low Ki (c) vs. A.J. Styles vs. Jerry Lynn in einem Triple Ladder Match um die NWA TNA X Championship                                                                         | aufgenommen am 21. August |
| 4. September  | Weekly PPV #12 | TNA Asylum (Nashville Fairgrounds) | Nashville, Tennessee | Best-Of-Sendung der X Division |                           |
| 18. September | Weekly PPV #13 | TNA Asylum (Nashville Fairgrounds) | Nashville, Tennessee | Ron Killings (c) vs. Jerry Lynn um die NWA World Heavyweight Championship |                           |
| 25. September | Weekly PPV #14 | TNA Asylum (Nashville Fairgrounds) | Nashville, Tennessee | BG James vs. Jeff Jarrett |                           |
| 2. Oktober    | Weekly PPV #15 | TNA Asylum (Nashville Fairgrounds) | Nashville, Tennessee | BG James und Syxx-Pac vs. Brian Lawler und Jeff Jarrett |                           |
| 9. Oktober    | Weekly PPV #16 | TNA Asylum (Nashville Fairgrounds) | Nashville, Tennessee | Ace Steel vs. A.J. Styles vs. Joel Maximo vs. Jose Maximo vs. Kid Kash vs. Syxx-Pac vs. Tony Mamaluke in einem Ladder Match um die vakante NWA TNA X Championship            |                           |
| 16. Oktober   | Weekly PPV #17 | TNA Asylum (Nashville Fairgrounds) | Nashville, Tennessee | Ron Killings (c) vs. Curt Hennig um die NWA World Heavyweight Championship                                                                                                   |                           |
| 23. Oktober   | Weekly PPV #18 | TNA Asylum (Nashville Fairgrounds) | Nashville, Tennessee | Ron Killings (c) vs. Curt Hennig um die NWA World Heavyweight Championship                                                                                                   |                           |
| 30. Oktober   | Weekly PPV #19 | TNA Asylum (Nashville Fairgrounds) | Nashville, Tennessee | A.J. Styles (c) vs. The Amazing Red um die NWA TNA X Championship |                           |
| 6. November   | Weekly PPV #20 | TNA Asylum (Nashville Fairgrounds) | Nashville, Tennessee | A.J. Styles (c) vs. Jerry Lynn um die NWA TNA X Championship |                           |
| 13. November  | Weekly PPV #21 | TNA Asylum (Nashville Fairgrounds) | Nashville, Tennessee | Jerry Lynn (c) vs. A.J. Styles vs. Kid Kash um die NWA TNA X Championship |                           |
| 20. November  | Weekly PPV #22 | TNA Asylum (Nashville Fairgrounds) | Nashville, Tennessee | Ron Killings (c) vs. Jeff Jarrett um die NWA World Heavyweight Championship                                                                                                  |                           |
| 27. November  | Weekly PPV #23 | TNA Asylum (Nashville Fairgrounds) | Nashville, Tennessee | Jeff Jarrett (c) vs. Ron Killings um die NWA World Heavyweight Championship                                                                                                  |                           |
| 4. Dezember   | Weekly PPV #24 | TNA Asylum (Nashville Fairgrounds) | Nashville, Tennessee | Jeff Jarrett und Ron Killings vs. The Harris Brothers (Don and Ron) |                           |
| 11. Dezember  | Weekly PPV #25 | TNA Asylum (Nashville Fairgrounds) | Nashville, Tennessee | Jeff Jarrett (c) vs. Curt Hennig um die NWA World Heavyweight Championship                                                                                                   |                           |
| 18. Dezember  | Weekly PPV #26 | TNA Asylum (Nashville Fairgrounds) | Nashville, Tennessee | Triple X (Christopher Daniels, Elix Skipper und Low Ki) vs. The Amazing Red and The S.A.T. (Joel and Jose Maximo)                                                            |                           |

#### 2003
| Datum         | PPV                                  | Arena                              | Ort                  | Main Event | Anmerkungen                    |
| ------------- | ------------------------------------ | ---------------------------------- | -------------------- | --- | ------------------------------ |
| 8. Januar     | Weekly PPV #27                       | TNA Asylum (Nashville Fairgrounds) | Nashville, Tennessee | Jeff Jarrett vs. Triple X (Christopher Daniels, Elix Skipper und Low Ki) |                                |
| 15. Januar    | Weekly PPV #28                       | TNA Asylum (Nashville Fairgrounds) | Nashville, Tennessee | Dusty Rhodes, Jeff Jarrett und The Road Warriors (Animal und Hawk) vs. Triple X (Christopher Daniels, Elix Skipper und Low Ki) and Vince Russo                                                                                |                                |
| 22. Januar    | Weekly PPV #29                       | TNA Asylum (Nashville Fairgrounds) | Nashville, Tennessee | Jeff Jarrett (c) vs. BG James, Christopher Daniels und Don Harris in einem 3-on-1 Handicap Elimination Match um die NWA World Heavyweight Championship                                                                        |                                |
| 29. Januar    | Weekly PPV #30                       | TNA Asylum (Nashville Fairgrounds) | Nashville, Tennessee | The Rock 'n' Roll Express (Ricky Morton und Robert Gibson) vs. America's Most Wanted (Chris Harris und James Storm) |                                |
| 5. Februar    | Weekly PPV #31                       | TNA Asylum (Nashville Fairgrounds) | Nashville, Tennessee | Triple X (Elix Skipper und Low Ki) (c) vs. The Disciples of the New Church (Brian Lee und Slash) um die NWA World Heavyweight Championship                                                                                    |                                |
| 12. Februar   | Weekly PPV #32                       | TNA Asylum (Nashville Fairgrounds) | Nashville, Tennessee | The Sandman vs. Raven in einem Falls Count Anywhere Match |                                |
| 19. Februar   | Weekly PPV #33                       | TNA Asylum (Nashville Fairgrounds) | Nashville, Tennessee | Jeff Jarrett (c) vs. A.J. Styles um die NWA World Heavyweight Championship |                                |
| 26. Februar   | Weekly PPV #34                       | TNA Asylum (Nashville Fairgrounds) | Nashville, Tennessee | Dusty Rhodes und Vader vs. The Harris Brothers (Don and Ron) |                                |
| 5. März       | Weekly PPV #35                       | TNA Asylum (Nashville Fairgrounds) | Nashville, Tennessee | The Sandman vs. Raven in Raven's Clockwork Orange House of Fun Match |                                |
| 12. März      | Weekly PPV #36                       | TNA Asylum (Nashville Fairgrounds) | Nashville, Tennessee | A.J. Styles vs. Raven um den Nummer-eins-Herausforderer um die NWA World Heavyweight Championship zu bestimmen |                                |
| 19. März      | Weekly PPV #37                       | TNA Asylum (Nashville Fairgrounds) | Nashville, Tennessee | A.J. Styles vs. Raven in einem Ladder Match um den Nummer-eins-Herausforderer um die NWA World Heavyweight Championship zu bestimmen                                                                                          |                                |
| 26. März      | Weekly PPV #38                       | TNA Asylum (Nashville Fairgrounds) | Nashville, Tennessee | Perry Saturn, The Sandman and The Disciples of the New Church (Brian Lee und Slash) vs. The Harris Brothers (Don and Ron) and Triple X (Christopher Daniels und Elix Skipper) in einem Sadistic Madness Match                 |                                |
| 2. April      | Weekly PPV #39                       | TNA Asylum (Nashville Fairgrounds) | Nashville, Tennessee | Jeff Jarrett (c) vs. D-Lo Brown um die NWA World Heavyweight Championship |                                |
| 9. April      | Weekly PPV #40                       | TNA Asylum (Nashville Fairgrounds) | Nashville, Tennessee | Jerry Lynn und The Amazing Red vs. Chris Sabin einemnd Jonny Storm vs. Jason Cross und Shark Boy vs. Triple X (Christopher Daniels und Elix Skipper) um den Nummer-eins-Herausforderer um die NWA World Tag Team Championship |                                |
| 16. April     | Weekly PPV #41                       | TNA Asylum (Nashville Fairgrounds) | Nashville, Tennessee | Jeff Jarrett vs. Alexis Laree und Julio Dinero in Raven's Clockwork Orange House of Fun Match |                                |
| 23. April     | Weekly PPV #42                       | TNA Asylum (Nashville Fairgrounds) | Nashville, Tennessee | The Amazing Red vs. Jerry Lynn um den Nummer-eins-Herausforderer um die NWA TNA X Championship |                                |
| 30. April     | Weekly PPV #43                       | TNA Asylum (Nashville Fairgrounds) | Nashville, Tennessee | Jeff Jarrett (c) vs. Raven um die NWA World Heavyweight Championship |                                |
| 7. Mai        | Weekly PPV #44                       | TNA Asylum (Nashville Fairgrounds) | Nashville, Tennessee | Anarchy in the Asylum Battle Royal |                                |
| 14. Mai       | Weekly PPV #45                       | TNA Asylum (Nashville Fairgrounds) | Nashville, Tennessee | Triple X (Christopher Daniels und Elix Skipper) (c) vs. A.J. Styles und D-Lo Brown um die NWA World Tag Team Championship |                                |
| 21. Mai       | Weekly PPV #46                       | TNA Asylum (Nashville Fairgrounds) | Nashville, Tennessee | The Sandman vs. Sonny Siaki in Raven's Clockwork Orange House of Fun Match |                                |
| 28. Mai       | Weekly PPV #47                       | TNA Asylum (Nashville Fairgrounds) | Nashville, Tennessee | Glen Gilberti vs. Raven |                                |
| 4. Juni       | Weekly PPV #48                       | TNA Asylum (Nashville Fairgrounds) | Nashville, Tennessee | Jeff Jarrett (c) vs. Glen Gilberti um die NWA World Heavyweight Championship |                                |
| 11. Juni      | Weekly PPV #49                       | TNA Asylum (Nashville Fairgrounds) | Nashville, Tennessee | Jeff Jarrett (c) vs. A.J. Styles und Raven um die NWA World Heavyweight Championship |                                |
| 18. Juni      | Weekly PPV #50: 1st Anniversary Show | TNA Asylum (Nashville Fairgrounds) | Nashville, Tennessee | Jeff Jarrett und Sting vs. A.J. Styles und Syxx-Pac |                                |
| 25. Juni      | Weekly PPV #51                       | TNA Asylum (Nashville Fairgrounds) | Nashville, Tennessee | Jeff Jarrett und Raven vs. Glen Gilberti und Shane Douglas |                                |
| 2. Juli       | Weekly PPV #52                       | TNA Asylum (Nashville Fairgrounds) | Nashville, Tennessee | A.J. Styles (c) vs. Frankie Kazarian um die NWA World Heavyweight Championship |                                |
| 9. Juli       | Weekly PPV #53                       | TNA Asylum (Nashville Fairgrounds) | Nashville, Tennessee | A.J. Styles (c) vs. D-Lo Brown um die NWA World Heavyweight Championship |                                |
| 16. Juli      | Weekly PPV #54                       | TNA Asylum (Nashville Fairgrounds) | Nashville, Tennessee | D-Lo Brown vs. Vince Russo |                                |
| 23. Juli      | Weekly PPV #55                       | TNA Asylum (Nashville Fairgrounds) | Nashville, Tennessee | A.J. Styles vs. D-Lo Brown in einem Ladder Match um die NWA World Heavyweight Championship |                                |
| 30. Juli      | Weekly PPV #56                       | TNA Asylum (Nashville Fairgrounds) | Nashville, Tennessee | Jeff Jarrett vs. Legend in einem Guitar and Baseball Bat on a Pole Match |                                |
| 6. August     | Weekly PPV #57                       | TNA Asylum (Nashville Fairgrounds) | Nashville, Tennessee | A.J. Styles (c) vs. D-Lo Brown in einem Steel Cage Match um die NWA World Heavyweight Championship |                                |
| 13. August    | Weekly PPV #58                       | TNA Asylum (Nashville Fairgrounds) | Nashville, Tennessee | A.J. Styles (c) vs. Low Ki um die NWA World Heavyweight Championship |                                |
| 20. August    | Weekly PPV #59                       | TNA Asylum (Nashville Fairgrounds) | Nashville, Tennessee | Raven vs. Shane Douglas um den Nummer-eins-Herausforderer um die NWA World Heavyweight Championship |                                |
| 27. August    | Weekly PPV #61: Super X Cup          | TNA Asylum (Nashville Fairgrounds) | Nashville, Tennessee | Chris Harris, D-Lo Brown, James Storm, Jeff Jarrett und Raven vs. A.J. Styles, Christopher Daniels, Johnny Swinger, Shane Douglas und Simon Diamond in einem Wednesday Bloody Wednesday Match                                 | aufgenommen am 20. August      |
| 27. August    | Weekly PPV #60                       | TNA Asylum (Nashville Fairgrounds) | Nashville, Tennessee | A.J. Styles (c) vs. Raven um die NWA World Heavyweight Championship |                                |
| 10. September | NWA-TNA Special Presentation         | TNA Asylum (Nashville Fairgrounds) | Nashville, Tennessee | Triple X (Christopher Daniels und Elix Skipper) (c) vs. America's Most Wanted (Chris Harris und James Storm) um die NWA World Tag Team Championship                                                                           |                                |
| September 17  | Weekly PPV #62                       | TNA Asylum (Nashville Fairgrounds) | Nashville, Tennessee | Raven vs. Shane Douglas in einem Hair vs. Hair Match |                                |
| 24. September | Weekly PPV #63                       | TNA Asylum (Nashville Fairgrounds) | Nashville, Tennessee | The Gathering (CM Punk, Julio Dinero und Raven) vs. Shane Douglas and The Disciples of the New Church (Sinn und Slash) in einem Dog Collar Match                                                                              |                                |
| 1. Oktober    | Weekly PPV #64                       | TNA Asylum (Nashville Fairgrounds) | Nashville, Tennessee | Dusty Rhodes und Jeff Jarrett vs. A.J. Styles und Vince Russo |                                |
| 8. Oktober    | Weekly PPV #65                       | TNA Asylum (Nashville Fairgrounds) | Nashville, Tennessee | A.J. Styles (c) vs. Dusty Rhodes um die NWA World Heavyweight Championship |                                |
| 15. Oktober   | Weekly PPV #66                       | TNA Asylum (Nashville Fairgrounds) | Nashville, Tennessee | Slash und Vampiro vs. The Gathering (CM Punk und Julio Dinero) |                                |
| 22. Oktober   | Weekly PPV #67                       | TNA Asylum (Nashville Fairgrounds) | Nashville, Tennessee | A.J. Styles (c) vs. Jeff Jarrett um die NWA World Heavyweight Championship |                                |
| 29. Oktober   | Weekly PPV #68                       | TNA Asylum (Nashville Fairgrounds) | Nashville, Tennessee | Jeff Jarrett vs. Rick Steiner |                                |
| 5. November   | Weekly PPV #69                       | TNA Asylum (Nashville Fairgrounds) | Nashville, Tennessee | Jeff Jarrett (c) vs. Sting um die NWA World Heavyweight Championship |                                |
| 12. November  | Weekly PPV #70                       | TNA Asylum (Nashville Fairgrounds) | Nashville, Tennessee | A.J. Styles und Sting vs. Jeff Jarrett und Lex Luger |                                |
| 19. November  | Weekly PPV #71                       | TNA Asylum (Nashville Fairgrounds) | Nashville, Tennessee | A.J. Styles vs. Abyss |                                |
| 26. November  | Weekly PPV #72                       | TNA Asylum (Nashville Fairgrounds) | Nashville, Tennessee | Dusty Rhodes vs. Jeff Jarrett in einem Fan's Revenge Lumberjack Strap Match |                                |
| 3. Dezember   | Weekly PPV #73                       | TNA Asylum (Nashville Fairgrounds) | Nashville, Tennessee | Jeff Jarrett (c) vs. A.J. Styles um die NWA World Heavyweight Championship |                                |
| 10. Dezember  | Weekly PPV #74                       | TNA Asylum (Nashville Fairgrounds) | Nashville, Tennessee | A.J. Styles und D-Lo Brown vs. Jeff Jarrett und Kid Kash |                                |
| 17. Dezember  | Weekly PPV #75                       | TNA Asylum (Nashville Fairgrounds) | Nashville, Tennessee | Abyss, Kevin Northcutt und Legend vs. The Gathering (CM Punk, Julio Dinero und Raven) in einem Steel Cage Match |                                |
| 24. Dezember  | Best of the X Division in 2003       | TNA Asylum (Nashville Fairgrounds) | Nashville, Tennessee | | Best of der X Division (2003)  |
| 31. Dezember  | Best of TNA 2003                     | TNA Asylum (Nashville Fairgrounds) | Nashville, Tennessee | | Best of der Main-Event-Matches |

### Total Nonstop Action Wrestling Weekly PPV's
2004 trat TNA aus der NWA aus, behielt aber zunächst das Konzept der wöchentlichen PPVs bei.

#### 2004
| Datum        | PPV                                      | Arena                              | Ort                  | Main Event | Anmerkungen             |
| ------------ | ---------------------------------------- | ---------------------------------- | -------------------- | --- | ----------------------- |
| 7. Januar    | Weekly PPV #76                           | TNA Asylum (Nashville Fairgrounds) | Nashville, Tennessee | Michael Shane (c) vs. Chris Sabin vs. Christopher Daniels vs. Low Ki in einemn Ultimate X Match um die NWA TNA X Championship                                                                 |                         |
| 14. Januar   | Weekly PPV #77                           | TNA Asylum (Nashville Fairgrounds) | Nashville, Tennessee | A.J. Styles und Erik Watts vs. Abyss und Jeff Jarrett |                         |
| 21. Januar   | Weekly PPV #78                           | TNA Asylum (Nashville Fairgrounds) | Nashville, Tennessee | Jeff Jarrett (c) vs. El León in einem Street Fight um die NWA World Heavyweight Championship                                                                                                  |                         |
| 28. Januar   | Weekly PPV #79                           | TNA Asylum (Nashville Fairgrounds) | Nashville, Tennessee | Don Callis vs. Erik Watts in einem Loser Leaves TNA Match |                         |
| 4. Februar   | Weekly PPV #80                           | TNA Asylum (Nashville Fairgrounds) | Nashville, Tennessee | Jeff Jarrett (c) vs. Dustin Rhodes um die NWA World Heavyweight Championship |                         |
| 11. Februar  | Weekly PPV #81: America's X Cup Part I   | TNA Asylum (Nashville Fairgrounds) | Nashville, Tennessee | Team Mexico (Abismo Negro, Hector Garza, Juventud Guerrera und Mr. Águila) vs. Team TNA (Chris Sabin, Elix Skipper, Jerry Lynn und Sonjay Dutt) im TNA America's X Cup Tournament Finals      |                         |
| 18. Februar  | Weekly PPV #82                           | TNA Asylum (Nashville Fairgrounds) | Nashville, Tennessee | Chris Harris vs. Jeff Jarrett |                         |
| 25. Februar  | Weekly PPV #83                           | TNA Asylum (Nashville Fairgrounds) | Nashville, Tennessee | A.J. Styles vs. Abyss in einem Tables Match für die Kontrolle über den NWA World Tag Team Championship                                                                                        |                         |
| 3. März      | Weekly PPV #84                           | TNA Asylum (Nashville Fairgrounds) | Nashville, Tennessee | Chris Harris vs. Shane Douglas |                         |
| 10. März     | Weekly PPV #85: America's X Cup Part II  | TNA Asylum (Nashville Fairgrounds) | Nashville, Tennessee | David Young, Glen Gilberti und Kid Kash vs. 2 Tuff Tony und The Insane Clown Posse (Shaggy 2 Dope und Violent J)                                                                              | aufgenommen am 3. März  |
| 17. März     | Weekly PPV #86                           | TNA Asylum (Nashville Fairgrounds) | Nashville, Tennessee | Jeff Jarrett vs. Chris Harris um die NWA World Heavyweight Championship |                         |
| 24. März     | Weekly PPV #87                           | TNA Asylum (Nashville Fairgrounds) | Nashville, Tennessee | The Amazing Red vs. Elix Skipper vs. Jerry Lynn vs. Kazarian vs. Nosawa vs. Petey Williams in einem Six-way Elimination Match um den Nummer-eins-Herausforderer um die NWA TNA X Championship |                         |
| 31. März     | Weekly PPV #88                           | TNA Asylum (Nashville Fairgrounds) | Nashville, Tennessee | Abyssvs. A.J. Styles vs. Raven vs. Ron Killings |                         |
| 7. April     | Weekly PPV #89: America's X Cup Part III | TNA Asylum (Nashville Fairgrounds) | Nashville, Tennessee | Dallas und Kid Kash vs. Christopher Daniels und Low Ki im Finale eines Turniers um die NWA World Tag Team Championship                                                                        | aufgenommen am 31. März |
| 14. April    | Weekly PPV #90                           | TNA Asylum (Nashville Fairgrounds) | Nashville, Tennessee | Chris Harris vs. Raven um den Nummer-Eins-Herausforderer um die NWA World Heavyweight Championship zu bestimmen                                                                               |                         |
| 21. April    | Weekly PPV #91                           | TNA Asylum (Nashville Fairgrounds) | Nashville, Tennessee | Jeff Jarrett (c) vs. A.J. Styles in einem Steel cage Match um die NWA World Heavyweight Championship                                                                                          |                         |
| 28. April    | Weekly PPV #92                           | TNA Asylum (Nashville Fairgrounds) | Nashville, Tennessee | A.J. Styles (c) vs. Ron Killings um die NWA World Heavyweight Championship |                         |
| 5. Mai       | Weekly PPV #93                           | TNA Asylum (Nashville Fairgrounds) | Nashville, Tennessee | A.J. Styles (c) vs. Raven um die NWA World Heavyweight Championship |                         |
| 12. Mai      | Weekly PPV #94                           | TNA Asylum (Nashville Fairgrounds) | Nashville, Tennessee | A.J. Styles (c) vs. Chris Harris um die NWA World Heavyweight Championship |                         |
| 19. Mai      | Weekly PPV #95                           | TNA Asylum (Nashville Fairgrounds) | Nashville, Tennessee | A.J. Styles (c) vs. Chris Harris vs. Raven vs. Ron Killings um die NWA World Heavyweight Championship                                                                                         |                         |
| 26. Mai      | Weekly PPV #96: World X Cup              | TNA Asylum (Nashville Fairgrounds) | Nashville, Tennessee | Chris Sabin vs. Hector Garza vs. Petey Williams in the finals of the World X Cup |                         |
| 2. Juni      | Weekly PPV #97                           | TNA Asylum (Nashville Fairgrounds) | Nashville, Tennessee | Ron Killings (c) vs. A.J. Styles vs. Chris Harris vs. Jeff Jarrett vs. Raven in einem King of the Mountain Match um die NWA World Heavyweight Championship                                    |                         |
| 9. Juni      | Weekly PPV #98                           | TNA Asylum (Nashville Fairgrounds) | Nashville, Tennessee | Kazarian (c) vs. A.J. Styles um die TNA X Division Championship |                         |
| 16. Juni     | Weekly PPV #99                           | TNA Asylum (Nashville Fairgrounds) | Nashville, Tennessee | Team Canada (Bobby Roode, Eric Young und Petey Williams) vs. Team TNA (Chris Sabin, Elix Skipper und Jerry Lynn) in einem Flag Match                                                          |                         |
| 23. Juni     | Weekly PPV #100: 2nd Anniversary Show    | TNA Asylum (Nashville Fairgrounds) | Nashville, Tennessee | Jeff Jarrett (c) vs. Ron Killings um die NWA World Heavyweight Championship |                         |
| 30. Juni     | Weekly PPV #101                          | TNA Asylum (Nashville Fairgrounds) | Nashville, Tennessee | A.J. Styles vs. Chris Sabin vs. Elix Skipper vs. Kazarian vs. Michael Shane vs. The Amazing Red um die TNA X Division Championship                                                            |                         |
| 7. Juli      | Weekly PPV #102                          | TNA Asylum (Nashville Fairgrounds) | Nashville, Tennessee | 8-Man Gauntlet for the Gold um die NWA World Heavyweight Championship |                         |
| 14. Juli     | Weekly PPV #103                          | TNA Asylum (Nashville Fairgrounds) | Nashville, Tennessee | America's Most Wanted (Chris Harris und James Storm) vs. The Naturals (Andy Douglas and Chase Stevens) in einem Ladder Match um die Kutten von AMW                                            |                         |
| 21. Juli     | Weekly PPV #104                          | TNA Asylum (Nashville Fairgrounds) | Nashville, Tennessee | The Naturals (Andy Douglas and Chase Stevens) (c) vs. America's Most Wanted (Chris Harris und James Storm) in einem Steel cage Match um die NWA World Tag Team Championship                   |                         |
| 28. Juli     | Weekly PPV #105                          | TNA Asylum (Nashville Fairgrounds) | Nashville, Tennessee | A.J. Styles (c) vs. Frankie Kazarian vs. Michael Shane in einemn Ultimate X Match um die TNA X Division Championship                                                                          |                         |
| 4. August    | Weekly PPV #106                          | TNA Asylum (Nashville Fairgrounds) | Nashville, Tennessee | A.J. Styles vs. Kid Kash |                         |
| 11. August   | Weekly PPV #107                          | TNA Asylum (Nashville Fairgrounds) | Nashville, Tennessee | 22-Mann-Gauntlet for the Gold um die TNA X Division Championship |                         |
| 18. August   | Weekly PPV #108                          | TNA Asylum (Nashville Fairgrounds) | Nashville, Tennessee | A.J. Styles vs. Kid Kash in einem Street Fight |                         |
| 25. August   | Weekly PPV #109                          | TNA Asylum (Nashville Fairgrounds) | Nashville, Tennessee | A.J. Styles, Jeff Hardy und Ron Killings vs. Dallas, Kid Kash und Monty Brown |                         |
| 1. September | Weekly PPV #110                          | TNA Asylum (Nashville Fairgrounds) | Nashville, Tennessee | A.J. Styles und Ron Killings vs. Dallas und Kid Kash in einem Street Fight |                         |
| 8. September | Weekly PPV #111                          | TNA Asylum (Nashville Fairgrounds) | Nashville, Tennessee | Jeff Jarrett (c) vs. Jeff Hardy um die NWA World Heavyweight Championship |                         |

### Total Nonstop Action Wrestling

#### 2004
| Datum       | PPV           | Arena       | Ort              | Main Event                                                                                               |
| ----------- | ------------- | ----------- | ---------------- | --- |
| 7. November | Victory Road  | Impact Zone | Orlando, Florida | Jeff Jarrett vs. Jeff Hardy                                                                              |
| 5. Dezember | Turning Point | Impact Zone | Orlando, Florida | America's Most Wanted (Chris Harris und James Storm) vs. Triple X (Christopher Daniels und Elix Skipper) |

#### 2005
| Datum         | PPV              | Arena       | Ort              | Main Event |
| ------------- | ---------------- | ----------- | ---------------- | --- |
| 16. Januar    | Final Resolution | Impact Zone | Orlando, Florida | Jeff Jarrett (c) vs. Monty Brown um die NWA World Heavyweight Championship                                                            |
| 13. Februar   | Against All Odds | Impact Zone | Orlando, Florida | Jeff Jarrett (c) vs. Kevin Nash um die NWA World Heavyweight Championship                                                             |
| 13. März      | Destination X    | Impact Zone | Orlando, Florida | Jeff Jarrett vs. Diamond Dallas Page um die NWA World Heavyweight Championship                                                        |
| 24. April     | Lockdown         | Impact Zone | Orlando, Florida | A.J. Styles vs. Abyss in einem Steel Cage Match um den Nummer-eins-Herausforderer auf die NWA World Heavyweight Championship zu küren |
| 15. Mai       | Hard Justice     | Impact Zone | Orlando, Florida | Jeff Jarrett (c) vs. A.J. Styles um die NWA World Heavyweight Championship                                                            |
| 19. Juni      | Slammiversary    | Impact Zone | Orlando, Florida | A.J. Styles (c) vs. Abyss vs. Monty Brown vs. Sean Waltman vs. Raven um die NWA World Heavyweight Championship                        |
| 17. Juli      | No Surrender     | Impact Zone | Orlando, Florida | Raven vs. Abyss um die NWA World Heavyweight Championship                                                                             |
| 14. August    | Sacrifice        | Impact Zone | Orlando, Florida | Raven und Sabu vs. Jeff Jarrett und Rhino                                                                                             |
| 11. September | Unbreakable      | Impact Zone | Orlando, Florida | Christopher Daniels vs. A.J. Styles vs. Samoa Joe um die TNA X Division Championship                                                  |
| 23. Oktober   | Bound for Glory  | Impact Zone | Orlando, Florida | Jeff Jarrett vs. Rhino um die NWA World Heavyweight Championship                                                                      |
| 13. November  | Genesis          | Impact Zone | Orlando, Florida | Team 3D (Brother Ray und Brother Devon) and Rhino vs. America's Most Wanted (Chris Harris und James Storm) and Jeff Jarrett           |
| 11. Dezember  | Turning Point    | Impact Zone | Orlando, Florida | Jeff Jarrett vs. Rhino um die NWA World Heavyweight Championship                                                                      |

#### 2006
| Datum         | PPV              | Arena                  | Ort                         | Main Event | Anmerkungen                                        |
| ------------- | ---------------- | ---------------------- | --------------------------- | --- | -------------------------------------------------- |
| 15. Januar    | Final Resolution | Impact Zone            | Orlando, Florida            | Sting und Christian Cage vs. Jeff Jarrett and Monty Brown |                                                    |
| 12. Februar   | Against All Odds | Impact Zone            | Orlando, Florida            | Jeff Jarrett (c) vs. Christian Cage um die NWA World Heavyweight Championship                                                                                           |                                                    |
| 12. März      | Destination X    | Impact Zone            | Orlando, Florida            | Christian Cage vs. Monty Brown um die NWA World Heavyweight Championship                                                                                                |                                                    |
| 23. April     | Lockdown         | Impact Zone            | Orlando, Florida            | Sting's Warriors (Sting, A.J. Styles, Ron Killings and Rhino) vs. Jarrett's Army (Jeff Jarrett, Scott Steiner and America's Most Wanted (Chris Harris und James Storm)) |                                                    |
| 14. Mai       | Sacrifice        | Impact Zone            | Orlando, Florida            | Christian Cage vs. Abyss um die NWA World Heavyweight Championship |                                                    |
| 18. Juni      | Slammiversary    | Impact Zone            | Orlando, Florida            | Christian Cage vs. Abyss vs. Sting vs. Jeff Jarrett vs. Ron Killings um die NWA World Heavyweight Championship                                                          |                                                    |
| 16. Juli      | Victory Road     | Impact Zone            | Orlando, Florida            | Sting vs. Christian Cage vs. Samoa Joe vs. Scott Steiner um den Nummer-eins-Herausforder auf den NWA World Heavyweight Championship zu bestimmen                        |                                                    |
| 13. August    | Hard Justice     | Impact Zone            | Orlando, Florida            | Jeff Jarrett (c) vs. Sting um die NWA World Heavyweight Championship |                                                    |
| 24. September | No Surrender     | Impact Zone            | Orlando, Florida            | Jeff Jarrett vs. Samoa Joe |                                                    |
| 22. Oktober   | Bound for Glory  | Compuware Sports Arena | Plymouth Township, Michigan | Jeff Jarrett vs. Sting um die NWA World Heavyweight Championship | Erster PPV außerhalb der Universal Studios Florida |
| 19. November  | Genesis          | Impact Zone            | Orlando, Florida            | Kurt Angle vs. Samoa Joe |                                                    |
| 10. Dezember  | Turning Point    | Impact Zone            | Orlando, Florida            | Kurt Angle vs. Samoa Joe |                                                    |

#### 2007
| Datum        | PPV              | Arena                          | Ort                   | Main Event |
| ------------ | ---------------- | ------------------------------ | --------------------- | --- |
| 14. Januar   | Final Resolution | Impact Zone                    | Orlando, Florida      | Abyss vs. Christian Cage vs. Sting in einem Three-Way-Elimantion-Match um die NWA World Heavyweight Championship |
| 11. Februar  | Against All Odds | Impact Zone                    | Orlando, Florida      | Christian Cage (c) vs. Kurt Angle um die NWA World Heavyweight Championship |
| 11. März     | Destination X    | Impact Zone                    | Orlando, Florida      | Christian Cage (c) vs. Samoa Joe um die NWA World Heavyweight Championship |
| 15. April    | Lockdown         | Family Arena                   | St. Charles, Missouri | Team Angle (Kurt Angle, Samoa Joe, Sting, Rhino and Jeff Jarrett) vs. Team Cage (Christian Cage, A.J. Styles, Abyss, Scott Steiner and Tomko)                                                                               |
| 13. Mai      | Sacrifice        | Impact Zone                    | Orlando, Florida      | Christian Cage (c) vs. Kurt Angle vs. Sting um die NWA World Heavyweight Championship |
| 17. Juni     | Slammiversary    | Nashville Municipal Auditorium | Nashville, Tennessee  | Kurt Angle vs. A.J. Styles vs. Samoa Joe vs. Christian Cage vs. Chris Harris in einem Match um den vakanten um die TNA World Heavyweight Championship                                                                       |
| 15. Juli     | Victory Road     | Impact Zone                    | Orlando, Florida      | Kurt Angle (World) and Samoa Joe (X Division) vs. Team 3D (Brother Ray and Brother Devon) (Tag Team) um die die TNA World Heavyweight Championship, die TNA X-Division Championship und die TNA World Tag Team Championship |
| 12. August   | Hard Justice     | Impact Zone                    | Orlando, Florida      | Kurt Angle (TNA und IWGP) vs. Samoa Joe (X Division und Tag Team) um die die TNA World Heavyweight Championship, die IWGP Heavyweight Championship, die TNA X-Division Championship und die TNA World Tag Team Championship |
| 9. September | No Surrender     | Impact Zone                    | Orlando, Florida      | Kurt Angle (c) vs. Abyss um die die TNA World Heavyweight Championship |
| 14. Oktober  | Bound for Glory  | Arena at Gwinnett Center       | Duluth, Georgia       | Kurt Angle (c) vs. Sting um die die TNA World Heavyweight Championship |
| 11. November | Genesis          | Impact Zone                    | Orlando, Florida      | Sting und Booker T vs. Kurt Angle (c) and Kevin Nash um die die TNA World Heavyweight Championship |
| 2. Dezember  | Turning Point    | Impact Zone                    | Orlando, Florida      | Samoa Joe, Kevin Nash und Eric Young vs. The Angle Alliance (Kurt Angle, A.J. Styles and Tomko) |

#### 2008
| Datum         | PPV              | Arena                 | Ort                        | Main Event |
| ------------- | ---------------- | --------------------- | -------------------------- | --- |
| 6. Januar     | Final Resolution | Impact Zone           | Orlando, Florida           | Kurt Angle (c) vs. Christian Cage um die die TNA World Heavyweight Championship |
| 10. Februar   | Against All Odds | BI-LO Center          | Greenville, South Carolina | Kurt Angle (c) vs. Christian Cage um die die TNA World Heavyweight Championship |
| 9. März       | Destination X    | Norfolk Scope         | Norfolk, Virginia          | The Unlikely Alliance (Christian Cage, Kevin Nash und Samoa Joe) vs. The Angle Alliance (Kurt Angle, A.J. Styles and Tomko)                                                                   |
| 13. April     | Lockdown         | Tsongas Arena         | Lowell, Massachusetts      | Kurt Angle (c) vs. Samoa Joe um die die TNA World Heavyweight Championship |
| 11. Mai       | Sacrifice        | Impact Zone           | Orlando, Florida           | Samoa Joe (c) vs. Scott Steiner vs. Kaz um die die TNA World Heavyweight Championship |
| 8. Juni       | Slammiversary    | DeSoto Civic Center   | Southaven, Mississippi     | Samoa Joe (c) vs. Christian Cage vs. Booker T vs. Rhino vs. Robert Roode um die die TNA World Heavyweight Championship                                                                        |
| 13. Juli      | Victory Road     | Reliant Arena         | Houston, Texas             | Samoa Joe (c) vs. Booker T um die die TNA World Heavyweight Championship |
| 10. August    | Hard Justice     | Sovereign Bank Arena  | Trenton, New Jersey        | Samoa Joe (c) vs. Booker T in einem Steel Cage Weapons Match um die die TNA World Heavyweight Championship                                                                                    |
| 14. September | No Surrender     | General Motors Centre | Oshawa, Ontario            | Samoa Joe (c) vs. Christian Cage vs. Kurt Angle um die die TNA World Heavyweight Championship                                                                                                 |
| 12. Oktober   | Bound for Glory  | Sears Centre          | Hoffman Estates, Illinois  | Samoa Joe (c) vs. Sting in einem No Countout Match um die die TNA World Heavyweight Championship                                                                                              |
| 9. November   | Turning Point    | Impact Zone           | Orlando, Florida           | Sting (c) vs. A.J. Styles um die die TNA World Heavyweight Championship |
| 7. Dezember   | Final Resolution | Impact Zone           | Orlando, Florida           | The Main Event Mafia (Sting, Kevin Nash, Booker T und Scott Steiner) vs. The TNA Front Line (A.J. Styles, Samoa Joe, Brother Ray und Brother Devon) um die TNA World Heavyweight Championship |

#### 2009
| Datum         | PPV              | Arena                      | Ort                        | Main Event |
| ------------- | ---------------- | -------------------------- | -------------------------- | --- |
| 11. Januar    | Genesis          | Bojangles Coliseum         | Charlotte, North Carolina  | Mick Foley and The TNA Front Line (A.J. Styles and Brother Devon) vs. Cute Kip and The Main Event Mafia (Booker T and Scott Steiner) in einem Hardcore-Match |
| 8. Februar    | Against All Odds | Impact Zone                | Orlando, Florida           | Sting (c) vs. Kurt Angle vs. Brother Ray vs. Brother Devon um die TNA World Heavyweight Championship                                                         |
| 15. März      | Destination X    | Impact Zone                | Orlando, Florida           | Sting (c) vs. Kurt Angle um die TNA World Heavyweight Championship                                                                                           |
| 19. April     | Lockdown         | Liacouras Center           | Philadelphia, Pennsylvania | Sting(c) vs. Mick Foley in einem Steel Cage Match um die TNA World Heavyweight Championship                                                                  |
| 24. Mai       | Sacrifice        | Impact Zone                | Orlando, Florida           | Sting vs. Mick Foley vs. Kurt Angle vs. Jeff Jarrett |
| 21. Juni      | Slammiversary    | The Palace of Auburn Hills | Auburn Hills, Michigan     | Mick Foley (c) vs. Kurt Angle vs. Jeff Jarrett vs. A.J. Styles vs. Samoa Joe um die TNA World Heavyweight Championship                                       |
| 19. Juli      | Victory Road     | Impact Zone                | Orlando, Florida           | Kurt Angle (c) vs. Mick Foley um die TNA World Heavyweight Championship                                                                                      |
| 16. August    | Hard Justice     | Impact Zone                | Orlando, Florida           | Kurt Angle (c) vs. Sting vs. Matt Morgan um die TNA World Heavyweight Championship                                                                           |
| 20. September | No Surrender     | Impact Zone                | Orlando, Florida           | Kurt Angle (c) vs. A.J. Styles vs. Sting vs. Matt Morgan vs. Hernandez um die TNA World Heavyweight Championship                                             |
| 18. Oktober   | Bound for Glory  | Bren Events Center         | Irvine, Kalifornien        | A.J. Styles (c) vs. Sting um die TNA World Heavyweight Championship                                                                                          |
| 15. November  | Turning Point    | Impact Zone                | Orlando, Florida           | A.J. Styles (c) vs. Daniels vs. Samoa Joe um die TNA World Heavyweight Championship                                                                          |
| 20. Dezember  | Final Resolution | Impact Zone                | Orlando, Florida           | A.J. Styles vs. Daniels um die TNA World Heavyweight Championship                                                                                            |

#### 2010
| Datum        | PPV              | Arena        | Ort                    | Main Event |
| ------------ | ---------------- | ------------ | ---------------------- | --- |
| 17. Januar   | Genesis          | Impact Zone  | Orlando, Florida       | A.J. Styles (c) vs. Kurt Angle um die TNA World Heavyweight Championship                                                         |
| 14. Februar  | Against All Odds | Impact Zone  | Orlando, Florida       | D'Angelo Dinero vs. Mr. Anderson in einem Turnierfinale                                                                          |
| 21. März     | Destination X    | Impact Zone  | Orlando, Florida       | A.J. Styles (c) vs. Abyss um die TNA World Heavyweight Championship                                                              |
| 18. April    | Lockdown         | Family Arena | St. Charles, Missouri  | Team Flair (Sting, Desmond Wolfe, James Storm and Robert Roode) vs. Team Hogan (Abyss, Jeff Hardy, Jeff Jarrett und Rob Van Dam) |
| 16. Mai      | Sacrifice        | Impact Zone  | Orlando, Florida       | Rob Van Dam (c) vs. A.J. Styles um die TNA World Heavyweight Championship                                                        |
| 13. Juni     | Slammiversary    | Impact Zone  | Orlando, Florida       | Rob Van Dam (c) vs. Sting um die TNA World Heavyweight Championship                                                              |
| 11. Juli     | Victory Road     | Impact Zone  | Orlando, Florida       | Rob Van Dam (c) vs. Abyss vs. Jeff Hardy vs. Mr. Anderson um die TNA World Heavyweight Championship                              |
| 8. August    | Hardcore Justice | Impact Zone  | Orlando, Florida       | Rob Van Dam vs. Sabu |
| 5. September | No Surrender     | Impact Zone  | Orlando, Florida       | Mr. Anderson vs. D'Angelo Dinero in einem Halbfinale um die TNA World Heavyweight Championship                                   |
| 10. Oktober  | Bound for Glory  | Ocean Center | Daytona Beach, Florida | Jeff Hardy vs. Kurt Angle vs. Mr. Anderson um die vakante TNA World Heavyweight Championship                                     |
| 7. November  | Turning Point    | Impact Zone  | Orlando, Florida       | Jeff Hardy (c) vs. Matt Morgan um die TNA World Heavyweight Championship                                                         |
| 5. Dezember  | Final Resolution | Impact Zone  | Orlando, Florida       | Jeff Hardy (c) vs. Matt Morgan                                                                                                   |

#### 2011
| Datum         | PPV              | Arena            | Ort                        | Main Event | Anmerkung                                                              |
| ------------- | ---------------- | ---------------- | -------------------------- | --- | ---------------------------------------------------------------------- |
| 4. Januar     | Global Impact 3  | Tokyo Dome       | Tokio, Japan               | Jeff Hardy (c) vs. Tetsuya Naito um die TNA World Heavyweight Championship                                                      | Koproduziert mit New Japan Pro-Wrestling, Ausgestrahlt am 24. Februar. |
| 9. Januar     | Genesis          | Impact Zone      | Orlando, Florida           | Jeff Hardy (c) vs. Mr. Anderson                                                                                                 |                                                                        |
| 13. Februar   | Against All Odds | Impact Zone      | Orlando, Florida           | Mr. Anderson (c) vs. Jeff Hardy um die TNA World Heavyweight Championship                                                       |                                                                        |
| 13. März      | Victory Road     | Impact Zone      | Orlando, Florida           | Sting (c) vs. Jeff Hardy in einem No-DQ-Match um die TNA World Heavyweight Championship                                         |                                                                        |
| 17. April     | Lockdown         | U.S. Bank Arena  | Cincinnati, Ohio           | Fortune (Christopher Daniels, Kazarian, James Storm und Robert Roode) vs. Immortal (Ric Flair, Abyss, Bully Ray und Matt Hardy) |                                                                        |
| 15. Mai       | Sacrifice        | Impact Zone      | Orlando, Florida           | Sting (c) vs. Rob Van Dam um die TNA World Heavyweight Championship                                                             |                                                                        |
| 12. Juni      | Slammiversary    | Impact Zone      | Orlando, Florida           | Kurt Angle vs. Jeff Jarrett um die Nummer-1-Herausforderung für die TNA World Heavyweight Championship                          |                                                                        |
| 10. Juli      | Destination X    | Impact Zone      | Orlando, Florida           | A.J. Styles vs. Christopher Daniels                                                                                             |                                                                        |
| 7. August     | Hardcore Justice | Impact Zone      | Orlando, Florida           | Sting (c) vs. Kurt Angle um die TNA World Heavyweight Championship                                                              |                                                                        |
| 11. September | No Surrender     | Impact Zone      | Orlando, Florida           | Kurt Angle (c) vs. Sting vs. Mr. Anderson um die TNA World Heavyweight Championship                                             |                                                                        |
| 16. Oktober   | Bound for Glory  | Liacouras Center | Philadelphia, Pennsylvania | Kurt Angle (c) vs. Bobby Roode um die TNA World Heavyweight Championship                                                        |                                                                        |
| 13. November  | Turning Point    | Impact Zone      | Orlando, Florida           | Bobby Roode (c) vs. A.J. Styles um die TNA World Heavyweight Championship                                                       |                                                                        |
| 11. Dezember  | Final Resolution | Impact Zone      | Orlando, Florida           | Bobby Roode (c) vs. A.J. Styles um die TNA World Heavyweight Championship (Iron Man Match)                                      |                                                                        |

#### 2012
| Datum        | PPV              | Arena                          | Ort                  | Main Event                                                                                   |
| ------------ | ---------------- | ------------------------------ | -------------------- | -------------------------------------------------------------------------------------------- |
| 8. Januar    | Genesis          | Impact Zone                    | Orlando, Florida     | Bobby Roode (c) vs. Jeff Hardy um die TNA World Heavyweight Championship                     |
| 12. Februar  | Against All Odds | Impact Zone                    | Orlando, Florida     | Bobby Roode (c) vs. Jeff Hardy vs. James Storm vs. Bully Ray                                 |
| 18. März     | Victory Road     | Impact Zone                    | Orlando, Florida     | Bobby Roode vs. Sting (No Holds Barred Match)                                                |
| 15. April    | Lockdown         | Nashville Municipal Auditorium | Nashville, Tennessee | Bobby Roode (c) vs. James Storm um die TNA World Heavyweight Championship (Steel Cage Match) |
| 13. Mai      | Sacrifice        | Impact Zone                    | Orlando, Florida     | Bobby Roode (c) vs. Rob Van Dam um die TNA World Heavyweight Championship (Ladder Match)     |
| 10. Juni     | Slammiversary    | College Park Center            | Arlington, Texas     | Bobby Roode (c) vs. Sting um die TNA World Heavyweight Championship                          |
| 8. Juli      | Destination X    | Impact Zone                    | Orlando, Florida     | Bobby Roode (c) vs. Austin Aries um die TNA World Heavyweight Championship                   |
| 12. August   | Hardcore Justice | Impact Zone                    | Orlando, Florida     | Austin Aries (c) vs. Bobby Roode um die TNA World Heavyweight Championship                   |
| 9. September | No Surrender     | Impact Zone                    | Orlando, Florida     | Jeff Hardy vs. Bully Ray (Halbfinale Von Bound for Glory)                                    |
| 14. Oktober  | Bound for Glory  | GCU Arena                      | Phoenix, Arizona     | Austin Aries (c) vs. Jeff Hardy um die TNA World Heavyweight Championship                    |
| 11. November | Turning Point    | Impact Zone                    | Orlando, Florida     | Jeff Hardy (c) vs. Austin Aries um die TNA World Heavyweight Championship (Ladder Match)     |
| 9. Dezember  | Final Resolution | Impact Zone                    | Orlando, Florida     | Jeff Hardy (c) vs. Bobby Roode um die TNA World Heavyweight Championship                     |

#### 2013
Ab April 2013 änderte TNA das Konzept. Statt monatlichen Live-PPVs wurde eine Reihe namens „One Night Only“ entworfen. Dabei handelte es sich um vorher im Studio produzierte und aufgenommene PPVs. In der Liste werden sie nach Ausstrahlungsdatum aufgelistet.
| Datum        | PPV                     | Arena         | Ort                    | Main Event | Anmerkungen                                    |
| ------------ | ----------------------- | ------------- | ---------------------- | --- | ---------------------------------------------- |
| 13. Januar   | Genesis                 | Impact Zone   | Orlando, Florida       | Jeff Hardy (c) vs. Austin Aries vs. Bobby Roode um die TNA World Heavyweight Championship                                                                                               |                                                |
| 10. März     | Lockdown                | Alamodome     | San Antonio, Texas     | Jeff Hardy vs. Bully Ray um die TNA World Heavyweight Championship (Steel Cage Match)                                                                                                   |                                                |
| 5. April     | X-Travaganza            | Impact Zone   | Orlando, Florida       | Austin Aries vs. Samoa Joe | One Night Only PPV. Aufgenommen am 12. Januar. |
| 3. Mai       | Joker’s Wild            | Impact Zone   | Orlando, Florida       | $100,000 Joker's Wild Gauntlet Battle Royal | One Night Only PPV. Aufgenommen am 12. Januar. |
| 2. Juni      | Slammiversary           | Agganis Arena | Boston, Massachusetts  | Bully Ray vs. Sting |                                                |
| 5. Juli      | Hardcore Justice 2      | Impact Zone   | Orlando, Florida       | Jeff Hardy und Brother Runt vs. Team 3D (Bully Ray & Devon) in einem Tables Match | One Night Only PPV. Aufgenommen am 19. März    |
| 2. August    | 10 Reunion              | Impact Zone   | Orlando, Florida       | Kurt Angle vs. Samoa Joe | One Night Only PPV. Aufgenommen am 17. März    |
| 6. September | Knockouts Knockdown     | Impact Zone   | Orlando, Florida       | 8-Woman Queen of the Knockouts Gauntlet Battle Royal | One Night Only PPV. Aufgenommen am 17. März    |
| 20. Oktober  | Bound for Glory         | Viejas Arena  | San Diego, Kalifornien | Bully Ray vs. A.J. Styles |                                                |
| 1. November  | Tournament of Champions | Impact Zone   | Orlando, Florida       | Bobby Roode vs. Samoa Joe (Turnierfinale) | One Night Only PPV. Aufgenommen am 19. März    |
| 6. Dezember  | World Cup               | Impact Zone   | Orlando, Florida       | Team USA (Christopher Daniels, James Storm, Kazarian, Kenny King und Mickie James) vs. Team Aces & Eights (D.O.C., Knux, Mr. Anderson, Wes Brisco and Ivelisse) im Finale des World Cup | One Night Only PPV. Aufgenommen am 18. März    |

#### 2014
| Datum        | PPV                 | Arena                   | Ort                    | Main Event | Anmerkungen                                                             |
| ------------ | ------------------- | ----------------------- | ---------------------- | --- | ----------------------------------------------------------------------- |
| 3. Januar    | Tag Team Tournament | Impact Zone             | Orlando, Florida       | Team 3D (Bully Ray and Devon) vs. Austin Aries und Bobby Roode im Finale des Tag Team Tournaments                                                                        | One Night Only PPV. Aufgenommen am 18. März 2013                        |
| 10. Januar   | Hardcore Justice 3  | Lowell Auditorium       | Lowell, Massachusetts  | Team Angle (Kurt Angle, Samoa Joe, James Storm und Abyss) vs. Team Roode (Bobby Roode, Robbie E, Jessie Godderz and Magnus) in einem Lethal Lockdown Match               | One Night Only PPV. Aufgenommen am 29. Dezember 2013                    |
| 7. Februar   | #OldSchool          | Mid-Hudson Civic Centre | Poughkeepsie, New York | Magnus (c) vs. Samoa Joe um die TNA World Heavyweight Championship | One Night Only PPV. Aufgenommen am 30. Dezember 2013                    |
| 9. März      | Lockdown            | BankUnited Center       | Coral Gables, Florida  | Team MVP (MVP, Davey Richards, Eddie Edwards and Willow) vs. Team Dixie (Bobby Roode, Austin Aries, Jessie Godderz und Robbie E)                                         |                                                                         |
| 27. April    | Sacrifice           | Impact Zone             | Orlando, Florida       | Eric Young (c) vs. Magnus um die TNA World Heavyweight Championship |                                                                         |
| 9. Mai       | Joker’s Wild        | National Indoor Arena   | Birmingham, England    | $100,000 Joker's Wild Gauntlet Battle Royal | One Night Only PPV. Aufgenommen am 2. Februar                           |
| 15. Juni     | Slammiversary       | College Park Center     | Arlington, Texas       | Eric Young (c) vs. Lashley vs. Austin Aries um die TNA World Heavyweight Championship (Steel Cage Match)                                                                 |                                                                         |
| 4. Juli      | Global Impact Japan | Ryōgoku Kokugikan       | Tokio, Japan           | Magnus (c) vs. Kai um die TNA World Heavyweight Championship | One Night Only PPV. Aufgenommen am 2. März. Coproduziert von Wrestle-1. |
| 1. August    | X-Travaganza        | Impact Zone             | Orlando, Florida       | Low Ki vs. Rashad Cameron vs. Ace Vedder vs. Sonjay Dutt in einem Ultimate X Match                                                                                       | One Night Only PPV. Aufgenommen am 12. April                            |
| 5. September | World Cup           | Impact Zone             | Orlando, Florida       | Team Young (Eric Young, Bully Ray, Eddie Edwards, Gunner und ODB) vs. Team EC3 (Ethan Carter III, Jessie Godderz, Robbie E, Magnus und Gail Kim) im Finale des World Cup | One Night Only PPV. Aufgenommen am 12. April                            |
| 12. Oktober  | Bound for Glory     | Korakuen Hall           | Tokio, Japan           | The Great Muta und Tajiri vs. James Storm and The Great Sanada |                                                                         |
| 7. November  | Knockouts Knockdown | Impact Zone             | Orlando, Florida       | 8-Woman Queen of the Knockouts Gauntlet Battle Royal | One Night Only PPV. Aufgenommen am 10. Mai                              |
| 5. Dezember  | Victory Road        | Impact Zone             | Orlando, Florida       | 12-Mann-TNA World Heavyweight Championship Number One Contender's Battle Royal                                                                                           | One Night Only PPV. Aufgenommen am 10. Mai                              |

#### 2015
| Datum        | PPV                               | Arena                 | Ort                            | Main Event |                                                      |
| ------------ | --------------------------------- | --------------------- | ------------------------------ | --- | ---------------------------------------------------- |
| 9. Januar    | Turning Point                     | John Paul Jones Arena | Charlottesville, Virginia      | Jeff Hardy vs. MVP | One Night Only PPV. Aufgenommen am 5. September 2014 |
| 6. Februar   | Rivals                            | Royal Palace Theatre  | Roanoke Rapids, North Carolina | Jeff Hardy vs. Magnus | One Night Only PPV. Aufgenommen am 6. September 2014 |
| 6. März      | Joker’s Wild                      | Impact Zone           | Orlando, Florida               | $100,000 Intergender Joker's Wild Gauntlet Battle Royal | One Night Only PPV. Aufgenommen am 14. Februar.      |
| 1. April     | Hardcore Justice                  | Impact Zone           | Orlando, Florida               | Bobby Roode vs. Lashley in einem Last-Man-Standing-Match | One Night Only PPV. Aufgenommen am 13. Februar-      |
| 6. Mai       | X-Travaganza                      | Impact Zone           | Orlando, Florida               | Rockstar Spud vs. Kenny King vs. DJZ vs. Crazzy Steve vs. Manik vs. Tigre Uno in einem Ultimate-X-Match | One Night Only PPV. Aufgenommen am 15. Februar.      |
| 28. Juni     | Slammiversary                     | Impact Zone           | Orlando, Florida               | Drew Galloway vs. Jeff Jarrett vs. Matt Hardy vs. Bobby Roode vs. Eric Young |                                                      |
| 1. July      | Knockouts Knockdown               | Impact Zone           | Orlando, Florida               | 7-Woman Queen of the Knockouts Gauntlet Battle Royal | One Night Only PPV. Aufgenommen am 14. Februar       |
| 5. August    | World Cup                         | Impact Zone           | Orlando, Florida               | Team Hardy (Jeff Hardy, Gunner, Crazzy Steve, Rockstar Spud, Davey Richards und Gail Kim) vs. Team EC3 (Ethan Carter III, James Storm, Jessie Godderz, Robbie E, Tyrus und Awesome Kong) in einem Intergender 12-Personen-Elimination-Tag-Team-Match | One Night Only PPV. Aufgenommen am 15. Februar       |
| 4. September | Gut Check                         | Impact Zone           | Orlando, Florida               | Tevita Fifita vs. Shaun Ricker vs. Martin Stone vs. Dalton Castle vs. Crimson in einem Five-Way-Elimination-Match | One Night Only PPV. Aufgenommen am 16. Februar       |
| 4. Oktober   | Bound for Glory                   | Cabarrus Arena        | Concord, North Carolina        | Ethan Carter III vs. Drew Galloway vs. Matt Hardy |                                                      |
| 6. November  | The TNA Classic                   | Impact Zone           | Orlando, Florida               | Gunner vs. Bram im Finale des TNA | One Night Only PPV. Aufgenommen am 16. Februar       |
| 4. Dezember  | Global Impact – USA vs. The World | Impact Zone           | Orlando, Florida               | The Great Muta vs. Mr. Anderson | One Night Only PPV. Aufgenommen am 13. Februar       |

#### 2016
| Datum         | PPV                 | Arena                                                        | Ort                                                         | Main Event |                                                                           |
| ------------- | ------------------- | ------------------------------------------------------------ | ----------------------------------------------------------- | --- | ------------------------------------------------------------------------- |
| 8. Januar     | Live!               | Sands Bethlehem Event Center                                 | Bethlehem, Pennsylvania                                     | Beer Money, Inc. (Bobby Roode und James Storm) vs. Eric Young und Bram | One Night Only PPV. Live.                                                 |
| 5. Februar    | Rivals              | Sands Bethlehem Event Center                                 | Bethlehem, Pennsylvania                                     | Mr. Anderson vs. Bram (No DQ-Match) | One Night Only PPV. Aufgenommen und aufgezeichnet vom 5.–7. Januar        |
| 4. März       | Joker’s Wild        | Sands Bethlehem Event Center Wembley Arena Barclaycard Arena | Bethlehem, Pennsylvania London, England Birmingham, England | $100,000 Intergender Joker's Wild Gauntlet Battle Royal | One Night Only PPV. An verschiedenen Orten aufgezeichnet vom 7.–9. Januar |
| 22. April     | Knockouts Knockdown | Impact Zone                                                  | Orlando, Florida                                            | 8-Woman Queen of the Knockouts Gauntlet Battle Royal | One Night Only PPV. Aufgenommen am 17. März                               |
| 20. Mai       | Victory Road        | Impact Zone                                                  | Orlando, Florida                                            | Ethan Carter III vs. Eli Drake | One Night Only PPV. Aufgenommen vom 17.–19. März.                         |
| 12. Juni      | Slammiversary       | Impact Zone                                                  | Orlando, Florida                                            | Drew Galloway vs. Lashley |                                                                           |
| 22. Juli      | World Cup           | Impact Zone                                                  | Orlando, Florida                                            | Team Hardy (Jeff Hardy, Eddie Edwards, Jessie Godderz, Robbie E und Jade) vs. Team Bennett (Mike Bennett, Ethan Carter III, Grado, Crazzy Steve und Rosemary) in einem Intergender 10-Person Elimination Tag Team Match | One Night Only PPV. Aufgezeichnet am 13. Juni.                            |
| 26. August    | X-Travaganza        | Impact Zone                                                  | Orlando, Florida                                            | Braxton Sutter vs. DJZ vs. Chuck Taylor vs. Marshe Rockett vs. Eddie Edwards vs. Suicide vs. Crazzy Steve in einem Ultimate X Match um den Nummer-eins-Herausforder auf die TNA X Division Championship zu küren        | One Night Only PPV. Aufgezeichnet vom 13.–14. Juli                        |
| 16. September | September           | Impact Zone                                                  | Orlando, Florida                                            | Lashley vs. Eddie Edwards | One Night Only PPV. Aufgezeichnet vom 11.–14. August                      |
| 2. Oktober    | Bound for Glory     | Impact Zone                                                  | Orlando, Florida                                            | Lashley (c) vs. Ethan Carter III um den TNA World Heavyweight Champion (No Holds Barred Match) |                                                                           |
| 4. November   | Against All Odds    | Impact Zone                                                  | Orlando, Florida                                            | Ethan Carter III vs. Matt Hardy | One Night Only PPV. Aufgezeichnet vom 16.–17. August                      |
| 12. Dezember  | December            | Impact Zone                                                  | Orlando, Florida                                            | Eddie Edwards vs. Mike Bennett | One Night Only PPV. Aufgezeichnet vom 5. Oktober                          |

#### 2017
| Datum       | PPV          | Arena       | Ort              | Main Event                                                                       | Anmerkungen                                     |
| ----------- | ------------ | ----------- | ---------------- | -------------------------------------------------------------------------------- | ----------------------------------------------- |
| 6. Januar   | Live!        | Impact Zone | Orlando, Florida | Eddie Edwards (c) vs. Ethan Carter III um die TNA World Heavyweight Championship | One Night Only PPV. Live.                       |
| 10. Februar | Joker’s Wild | Impact Zone | Orlando, Florida | $100,000 Intergender Joker's Wild Gauntlet Battle Royal                          | One Night Only PPV. Aufgezeichnet am 7. Januar. |
| 17. März    | Rivals       | Impact Zone | Orlando, Florida | Lashley vs. Jeff Hardy                                                           | One Night Only PPV. Aufgezeichnet am 8. Januar. |

### Impact Wrestling
Nach dem Kauf der Mehrheitsanteile von TNA durch Anthem Sports & Entertainment wurde TNA aus den Namen der Titel getilgt und die Promotion in Impact Wrestling umbenannt. Das Konzept mit den One Night Only PPVs blieb zunächst auch unter den neuen Eigentümern bis 2018 bestehen. Ab der Mitte des Jahres fand eine Zusammenarbeit mit Global Force Wrestling von Jeff Jarrett. Als One Night Only PPVs wurde eine Zweitverwertung eines Turniers um die GFW Global Championship gesendet, die zum Zeitpunkt der Ausstrahlung zwei Jahre alt war, aber auf Grund fehlender Möglichkeiten nie im Fernsehen gezeigt wurde.

#### 2017
| Datum         | PPV                                | Arena             | Ort                     | Main Event | Anmerkungen                                                   |
| ------------- | ---------------------------------- | ----------------- | ----------------------- | --- | ------------------------------------------------------------- |
| 14. April     | Victory Road – Knockouts Knockdown | Impact Zone       | Orlando, Florida        | Leva Bates, Alisha Edwards, Santana Garrett, and OBD vs. Laurel Van Ness, Rosemary, Angelina Love, and Diamanté                                                     | One Night Only PPV. Aufgezeichnet am 3. und 4. März           |
| 11. Mai       | Turning Point                      | Impact Zone       | Orlando, Florida        | Lashley (c) vs. Moose um die Impact Wrestling World Heavyweight Championship                                                                                        | One Night Only PPV. Aufgezeichnet am 22. April.               |
| 16. Juni      | No Surrender                       | Impact Zone       | Orlando, Florida        | Lashley (c) vs. Eddie Edwards um die Impact Wrestling World Heavyweight Championship                                                                                | One Night Only PPV. Aufgezeichnet am 8. Januar.               |
| 2. Juli       | Slammiversary                      | Impact Zone       | Orlando, Florida        | Alberto El Patrón (GFW) vs. Lashley (Impact) in einem Match um die Unifizierung der Impact Wrestling World Heavyweight Championship mit der GFW Global Championship |                                                               |
| 11. August    | GFW Amped Anthology – Part 1       | Orleans Arena     | Paradise, Nevada        | Nick Aldis vs. Kongo Kong im Viertelfinale eines Turniers um die GFW Global Championship                                                                            | One Night Only PPV. Aufgezeichnet für GFW am 24. Juli 2015    |
| 15. September | GFW Amped Anthology – Part 2       | Orleans Arena     | Paradise, Nevada        | Robert Roode vs. Eric Young im Viertelfinale eines Turniers um die GFW Global Championship                                                                          | One Night Only PPV. Aufgezeichnet für GFW am 25. Juli 2015    |
| 13. Oktober   | GFW Amped Anthology – Part 3       | Orleans Arena     | Paradise, Nevada        | Kongo Kong vs. Brian Myers vs. Kevin Kross um die Nummer-eins-Herausforderschaft für den GFW Global Championship                                                    | One Night Only PPV. Aufgezeichnet für GFW am 21. August 2015  |
| 5. November   | Bound for Glory                    | Aberdeen Pavilion | Ottawa, Ontario, Kanada | Eli Drake vs. Johnny Impact um die Impact Global Championship. |                                                               |
| 8. Dezember   | GFW Amped Anthology – Part 4       | Orleans Arena     | Paradise, Nevada        | Nick Aldis vs. Bobby Roode im Finale um den GFW Global Championship                                                                                                 | One Night Only PPV. Aufgezeichnet für GFW am 23. Oktober 2015 |

#### 2018
2018 brachte neue Veränderungen. Die Spannungen zwischen Jeff Jarrett und Anthem wuchsen und kulminierten in einem Rechtsstreit. Nichtsdestotrotz wurden die One Night Only PPVs nun unter dem Global Wrestling Network ausgestrahlt und entstanden in Zusammenarbeit mit verschiedenen Independent-Promotions. Hinzu kamen Exclusive Events auf Twitch, ebenfalls in Zusammenarbeit mit Independent Promotions.
| Datum         | PPV                                    | Arena                                 | Ort                          | Main Event | Anmerkungen |
| ------------- | -------------------------------------- | ------------------------------------- | ---------------------------- | --- | --- |
| 10. Januar    | Collision in Oklahoma                  | Firelake Arena                        | Shawnee, Oklahoma            | Alberto El Patrón vs. Lashley in einem No Disqualification Match                                                                                           | GWN One Night Only. Koproduktion mit Imperial Wrestling Revolution und Border City Wrestling. Aufgezeichnet am 14. Oktober 2017 (Oklahoma) und 21. Oktober 2017 (Kanada) |
| 10. Januar    | Collision in Oklahoma                  | St. Clair College                     | Windsor, Ontario, Kanada     | Alberto El Patrón vs. Lashley in einem No Disqualification Match                                                                                           | GWN One Night Only. Koproduktion mit Imperial Wrestling Revolution und Border City Wrestling. Aufgezeichnet am 14. Oktober 2017 (Oklahoma) und 21. Oktober 2017 (Kanada) |
| 18. Januar    | Barbed Wire Massacre III               | Aberdeen Pavilion                     | Ottawa, Ontario, Kanada      | Latin American Xchange (Homicide, Santana, and Ortiz) vs. Ohio Versus Everything (Dave Crist, Jake Crist und Sami Callihan) in einem Barbed Wire Massacre  | Twitch Special, aufgezeichnet am 9. November 2017 |
| 9. Februar    | Brace for Impact                       | Rahway Recreation Center              | Rahway, New Jersey           | Tenille Dashwood vs. Angelina Love | Twitch Special, aufgezeichnet am 3. Februar. Koproduziert von WrestlePro                                                                                                 |
| 16. Februar   | Canadian Clash                         | St. Clair College                     | Windsor, Ontario, Kanada     | Alberto El Patrón vs. James Storm | GWN One Night Only. Aufgezeichnet am 14. Oktober 2017 |
| 16. Februar   | Canadian Clash                         | Aberdeen Pavilion                     | Ottawa, Ontario, Kanada      | Alberto El Patrón vs. James Storm | Aufgezeichnet am 7. November 2017 |
| 16. Februar   | Canadian Clash                         | Diamond Back Saloon                   | Belleville, Michigan         | Alberto El Patrón vs. James Storm | Aufgezeichnet am 3. Dezember 2017. Koproduktion mit Border City Wrestling                                                                                                |
| 9. März       | Last Chancery                          | Don Kolov Arena (Battle Arts Academy) | Mississauga, Ontario, Kanada | Austin Aries (c) vs. Matt Sydal vs. Kongo Kong um die Impact World Championship                                                                            | Twitch Special. Aufgezeichnet am 4. März. Koproduktion mit Border City Wrestling und Destiny World Wrestling.                                                            |
| 16. März      | March Breakdown                        | St. Clair College                     | Windsor, Ontario, Kanada     | Austin Aries und Alberto El Patrón vs. Kongo Kong und RJ City                                                                                              | GWN One Night Only. Aufgezeichnet am 4. März. Koproduktion mit Border City Wrestling.                                                                                    |
| 6. April      | Impact Wrestling vs. Lucha Underground | Sugar Mill                            | New Orleans, Louisiana       | Austin Aries vs. Fénix vs. Pentagón Jr. | Koproduktion mit Lucha Underground. |
| 22. April     | Redemption                             | Impact Zone                           | Orlando, Florida             | Austin Aries (c) vs. Fénix vs. Pentagón Jr. um die Impact World Championship                                                                               | |
| 5. Mai        | Penta Does Iowa                        | Val Air Ballroom                      | Des Moines, Iowa             | Eli Drake vs. Clayton Gainz | Twitch Special. Koproduktion mit The Wrestling Revolver. |
| 11. Mai       | Cali Combat                            | Salinas Pal Armory                    | Salinas, Kalifornien         | Austin Aries (c) vs. Eli Drake um die Impact World Championship                                                                                            | GWN One Night Only. Aufgezeichnet am 24. März. Koproduktion mit Kirk White's Big Time Wrestling.                                                                         |
| 15. Juni      | Zero Fear                              | Don Kolov Arena (Battle Arts Academy) | Mississauga, Ontario, Kanada | Eli Drake vs. Moose vs. Pentagón Jr. | GWN One Night Only. Aufgezeichnet am 3. Juni. |
| 7. Juli       | Rise of the Knockouts                  | Illinois Basketball Academy           | Naperville, Illinois         | Tessa Blanchard vs. Mercedes Martinez in einem 30-Minute Iron Man Match die vakante Phoenix of Rise Championship                                           | Twitch Special. Koproduziert mit Rise Wrestling |
| 22. Juli      | Slammiversary XVI                      | The Rebel Complex                     | Toronto, Ontario, Kanada     | Austin Aries vs. Moose um die Impact World Championship | |
| 29. Juli      | Confrontation                          | Triad Stage                           | Greensboro, North Carolina   | Caleb Konley (c) vs. Matt Sydal um die AML Championship | Twitch Special mit America's Most Liked Wrestling |
| 19. August    | Uncivil War                            | Knoxville Convention Center           | Knoxville, Tennessee         | Sami Callihan vs. Matt Cross | Twitch Special mit Next Generation Wrestling |
| 31. August    | Bad Intentions                         | Don Kolov Arena (Battle Arts Academy) | Mississauga, Ontario, Kanada | Josh Alexander vs. Sami Callihan in einem Steel Cage Match um den Nummer-eins-Herausforderer auf den Destiny World Wrestling Championship zu küren         | GWN One Night Only Koproduziert mit Destiny Pro Wrestling. Aufgezeichnet am 25. August.                                                                                  |
| 9. September  | Impact Wrestling vs. The UK            | Bowlers Exhibition Centre             | Manchester, England          | Sami Callihan vs. Jimmy Havoc in einem Barbed Wire Baseball Bat Death Match                                                                                | Twitch Special. Teil der Wrestling MediaCon |
| 14. September | Night of the Dummies                   | American Legion Post 80               | Binghamton, New York         | Eddie Edwards vs. Eli Drake | GWN One Night Only koproduziert mit Xcite Wrestling am 25. August. |
| 7. Oktober    | Motown Showdown                        | Diamond Back Saloon                   | Belleville, Michigan         | Johnny Impact vs. Moose | Twitch Special mit Border City Wrestling. |
| 14. Oktober   | Bound for Glory                        | Melrose Ballroom                      | New York City, New York      | Austin Aries (c) vs. Johnny Impact um die Impact World Championship                                                                                        | |
| 16. November  | BCW 25th Anniversary                   | St. Clair College                     | Windsor, Ontario, Kanada     | Kongo Kong (c) vs. Cody Deaner vs. Johnny Impact vs. Matt Sydal um die BCW Can-Am Heavyweight Championship                                                 | GWN One Night Only. Aufgezeichnet am 6. Oktober. Koproduktion mit Border City Wrestling.                                                                                 |
| 30. November  | Gold Rush                              | Newark Pavilion                       | Newark, Kalifornien          | Johnny Impact (c) vs. Eli Drake um die Impact World Championship                                                                                           | Twitch-Special mit Kirk White's Big Time Wrestling. |
| 14. Dezember  | Ohio vs. Everything                    | Rockstar Pro Arena                    | Dayton, Ohio                 | oVe (Dave Crist, Jake Crist and Sami Callihan) vs. The Night Ryderz (Aaron Williams, Alex Colon and Dustin Rayz) in einem oVe Rules Six-Man Tag Team Match | Twitch-Special mit Rockstar Pro Wrestling |
| 21. Dezember  | Back to Cali                           | Salinas Pal Youth Centre              | Salinas, Kalifornien         | Johnny Impact (c) vs. Moose um die Impact World Championship                                                                                               | GWN One Night Only mit Kirk White's Big Time Wrestling. Aufgezeichnet am 1. Dezember.                                                                                    |

#### 2019
Im April 2019 wurden die ersten Impact-PPVs über FITE statt über die üblichen PPV-Anbieter angeboten. Am 1. Mai endete die schloss das Global Wrestling Network. An seine Stelle trat Impact Plus, die neue Monthly Specials ausstrahlte.
| Datum         | PPV                     | Arena                              | Ort                        | Main Event | Anmerkungen                                                                                  |
| ------------- | ----------------------- | ---------------------------------- | -------------------------- | --- | -------------------------------------------------------------------------------------------- |
| 6. Januar     | Homecoming              | The Asylum                         | Nashville, Tennessee       | Johnny Impact vs. Brian Cage um die Impact World Championship                                                                          |                                                                                              |
| 26. Januar    | Battle of Brooklynn     | St. Pats Cyo Sports                | Bay Shore, New York        | Dan Maff vs. Kongo Kong | Twitch Special mit WrestlePro                                                                |
| 2. Februar    | Brace for Impact        | London Music Hall                  | London, Ontario, Kanada    | Johnny Impact (c) vs. Sami Callihan um die Impact World Championship                                                                   | Twitch Special                                                                               |
| 9. Februar    | New Beginnings          | Holy Family Academy                | Hazleton, Pennsylvania     | Johnny Impact (c) vs. Eli Drake um die Impact World Championship                                                                       | GWN One Night Only mit Pennsylvania Premiere Wrestling. Aufgezeichnet am 26. Januar.         |
| 2. März       | Opening Day             | Dayton Convention Center           | Dayton, Ohio               | Johnny Impact (c) vs. Larry D um die Impact World Championship                                                                         | Twitch-Special mit Rockstar Pro Wrestling. Aufgezeichnet am 3. Januar.                       |
| 9. März       | Clash in the Bluegrass  | Davis Arena                        | Louisville, Kentucky       | Tony Gunn (c) vs. Sami Callihan um die OVW Heavyweight Championship                                                                    | Letzter GWN One Night Only. Koproduziert mit Ohio Valley Wrestling. Aufgezeichnet am 2. März |
| 4. April      | United We Stand         | Rahway Recreation Center           | Rahway, New Jersey         | The Lucha Bros (Fénix und Pentagón Jr.) vs. Rob Van Dam und Sabu                                                                       | Erster FITE PPV                                                                              |
| 13. April     | Critical Transformation | Owensboro Sportscenter             | Owensboro, Kentucky        | Johnny Impact (c) vs. Chris Michaels um die Impact World Championship                                                                  | Twitch Special mit Universal Championship Wrestling                                          |
| 28. April     | Rebellion               | The Rebel Complex                  | Toronto, Ontario, Kanada   | The Latin American Xchange (Santana und Ortiz) vs The Lucha Bros (Fénix und Pentagón Jr.) um die Impact World Tag Team Championship    |                                                                                              |
| 5. Mai        | Code Red                | NYC Arena                          | New York City, New York    | Sami Callihan vs. Tommy Dreamer in aeinem oVe Rules match                                                                              | Erster Impact Plus Exclusive.                                                                |
| 11. Mai       | Salute to the Troops    | Fort Campbell Army Post            | Fort Campbell. Kentucky    | Johnny Impact vs. Crazzy Steve | Twitch Special mit Tried-N-True Pro Wrestling. Aufgezeichnet am 12. April.                   |
| 8. Juni       | A Night You Can't Mist  | 2300 Arena                         | Philadelphia, Pennsylvania | Johnny Impact und Michael Elgin vs. The Great Muta und Tommy Dreamer                                                                   | Impact Plus Exclusive mit House of Hardcore                                                  |
| 9. Juni       | Digital Destruction     | Sports Arena                       | St. James, New York        | Billy Gunn, Jordynne Grace und Tommy Dreamer vs. Johnny Impact, Moose und Taya Valkyrie                                                | Twitch Special mit House of Hardcore                                                         |
| 5. Juli       | Bash at the Brewery     | Freetail Brewing Company           | San Antonio, Texas         | Rob Van Dam vs. Sami Callihan | Impact Plus Exclusive mit River City Wrestling                                               |
| 6. Juli       | Deep impact             | World Gym Arena                    | Texas City, Texas          | Rich Swann (X Division) vs. Ryan Davidson (ROW Heavyweight) um die Impact X Division Championship and die ROW Heavyweight Championship | Twitch Special mit Reality of Wrestling.                                                     |
| 7. Juli       | Slammiversary XVII      | Gilley's Dallas                    | Dallas, Texas              | Sami Callihan vs. Tessa Blanchard |                                                                                              |
| 2. August     | Unbreakable             | Santa Ana Esports Arena            | Santa Ana, Kalifornien     | Sami Callihan vs. Tessa Blanchard in einem match um die Nummer-eins-Herausforderung auf die Impact World Championship                  | Impact Plus Exclusive                                                                        |
| 3. August     | Star Struck             | Florentine Gardens                 | Los Angeles, Kalifornien   | The North (Ethan Page und Josh Alexander) (c) vs. Rhino und Tommy Dreamer um die Impact World Tag Team Championship                    | Twitch Special mit United Wrestling Network und Championship Wrestling from Hollywood        |
| 13. September | Operation Override      | Comanche County Fairgrounds        | Lawton, Oklahoma           | Eddie Edwards vs. Sami Callihan | Twitch-Special mit World Class Revolution                                                    |
| 14. September | Victory Road            | Stride Bank Center                 | Enid, Oklahoma             | Michael Elgin vs. TJP | Impact Plus Exclusive                                                                        |
| 15. September | Lucha Invades NY        | Hulu Theater                       | New York City, New York    | Blue Demon Jr. vs. Dr. Wagner Jr. | Koproduziert mit Lucha Underground                                                           |
| 4. Oktober    | Tales from the Ring 3   | Val Air Ballroom                   | Des Moines, Iowa           | Tessa Blanchard vs. Sami Callihan in einem Iowa Street Fight                                                                           | Twitch Special mit The Wrestling Revolver                                                    |
| 18. Oktober   | Prelude to Glory        | Palais Royal                       | South Bend, Indiana        | Naomichi Marufuji, Rhino und Rob Van Dam vs. The North (Ethan Page und Josh Alexander) and Michael Elgin                               | Impact Plus Exclusive                                                                        |
| 19. Oktober   | All Glory               | 115 Bourbon Street                 | Merrionette Park, Illinois | Ace Romero vs. Larry D | Twitch Special                                                                               |
| 20. Oktober   | Bound for Glory         | Odeum Expo Center                  | Villa Park, Illinois       | Brian Cage (c) vs. Sami Callihan um die Impact World Championship (No DQ Match)                                                        |                                                                                              |
| 9. November   | Turning Point           | Holy Family Academy                | Hazleton, Pennsylvania     | Sami Callihan (c) vs. Brian Cage um die Impact World Championship                                                                      | Impact Plus Exclusive                                                                        |
| 11. November  | Over Drive              | The Marketplace at Steamtown       | Scranton, Pennsylvania     | Sami Callihan vs. Rhino in einem Street Fight                                                                                          | Twitch Special mit Pennsylvania Premiere Wrestling                                           |
| 7. Dezember   | No Surrender            | The Brightside Music & Event Venue | Dayton, Ohio               | Sami Callihan (c) vs. Rich Swann um dieImpact World Championship                                                                       | Impact Plus Exclusive                                                                        |
| 8. Dezember   | Motown Showdown         | Diamond Back Saloon                | Belleville, Michigan       | Sami Callihan (c) vs. Rhino in einem Street Fight um die Impact World Championship                                                     | Twitch Special mit Border City Wrestling                                                     |

#### 2020
Wegen der COVID-19-Pandemie in den Vereinigten Staaten konnten die PPV nicht wie geplant umgesetzt werden
| Datum        | PPV                   | Arena                    | Ort                  | Main Event | Anmerkungen                                                   |
| ------------ | --------------------- | ------------------------ | -------------------- | --- | ------------------------------------------------------------- |
| 10. Januar   | Bash at the Brewery 2 | Freetail Brewing Company | San Antonio, Texas   | Ohio Versus Everything (Dave Crist, Jake Crist, Madman Fulton und Sami Callihan) vs. Brian Cage, Rich Swann, Tessa Blanchard und Willie Mack            | Impact Plus Exclusive mit River City Wrestling                |
| 11. Januar   | Arlington Brawl       | The Backyard             | Arlington, Texas     | Matthew Palmer vs. Andy Dalton | Twitch Special                                                |
| 12. Januar   | Hard to Kill          | The Bomb Factory         | Dallas, Texas        | Sami Callihan vs. Tessa Blanchard um die Impact World Championship                                                                                      |                                                               |
| 21. Februar  | Outbreak              | Ice Center               | Lexington, Kentucky  | Daga und Tessa Blanchard vs. Ace Austin und Jake Crist                                                                                                  | Twitch Special mit Ohio Valley Wrestling                      |
| 22. Februar  | Sacrifice             | Davis Arena              | Louisville, Kentucky | Tessa Blanchard vs. Ace Austin | Impact Plus Exclusive, Koproduktion mit Ohio Valley Wrestling |
| 18. Juli     | Slammiversary         | Skyway Studios           | Nashville, Tennessee | Eric Young vs. Eddie Edwards vs. Rich Swann vs. Ace Austin vs. Trey Miguel in einem Five-Way-Elimination-Match um die vakante Impact World Championship |                                                               |
| 3. Oktober   | Victory Road          | Skyway Studios           | Nashville, Tennessee | Eric Young (c) vs. Eddie Edwards um die Impact World Championship                                                                                       | Impact Plus Exclusive                                         |
| 24. Oktober  | Bound for Glory       | Skyway Studios           | Nashville, Tennessee | Eric Young (c) vs. Rich Swann um die Impact World Championship                                                                                          |                                                               |
| 14. November | Turning Point         | Skyway Studios           | Nashville, Tennessee | Rich Swann (c) vs. Sami Callihan um die Impact World Championship                                                                                       | Impact Plus Exclusive                                         |
| 12. Dezember | Final Resolution      | Skyway Studios           | Nashville, Tennessee | Rich Swann (c) vs. Chris Bey um die Impact World Championship                                                                                           | Impact Plus Exclusive                                         |

#### 2021
| Datum         | PPV                    | Arena                                     | Ort                                                     | Main Event | Anmerkungen           |
| ------------- | ---------------------- | ----------------------------------------- | ------------------------------------------------------- | --- | --------------------- |
| 9. Januar     | Genesis                | Skyway Studios                            | Nashville, Tennessee                                    | Willie Mack vs. Moose in einem „I Quit“ Match | Impact Plus Exclusive |
| 16. Januar    | Hard to Kill           | Skyway Studios                            | Nashville, Tennessee                                    | Kenny Omega and The Good Brothers (Karl Anderson und Doc Gallows) vs. Rich Swann, Chris Sabin einemnd Moose |                       |
| 13. Februar   | No Surrender           | Skyway Studios                            | Nashville, Tennessee                                    | Rich Swann (c) vs. Tommy Dreamer um die Impact World Championship | Impact Plus Exclusive |
| 13. März      | Sacrifice              | Skyway Studios                            | Nashville, Tennessee                                    | Rich Swann (c – Impact) vs. Moose (c – TNA) um die Impact World Championship und die TNA World Heavyweight Championship                                                                                          | Impact Plus Exclusive |
| 10. April     | Hardcore Justice       | Skyway Studios                            | Nashville, Tennessee                                    | Team Dreamer (Eddie Edwards, Rich Swann, Willie Mack und Trey Miguel) vs. Violent By Design (Eric Young, Joe Doering, Deaner und Rhino) in einem Hardcore War                                                    | Impact Plus Exclusive |
| 25. April     | Rebellion              | Skyway Studios                            | Nashville, Tennessee                                    | Kenny Omega (AEW) vs. Rich Swann (Impact) in einem Winner Takes All Match um die Impact World Championship und die AEW World Championship                                                                        |                       |
| 13. März      | Under Siege            | Skyway Studios                            | Nashville, Tennessee                                    | Moose vs. Chris Sabin vs. Matt Cardona vs. Sami Callihan vs. Trey Miguel vs. Chris Bey in einem Six-way Match um den Herausforder Nummer eins auf die Impact World Championship bei Against All Odds festzulegen | Impact Plus Exclusive |
| 10. April     | Against All Odds       | Skyway Studios Daily’s Place (Main Event) | Nashville, Tennessee Jacksonville, Florida (Main Event) | Kenny Omega (c) vs. Moose um die Impact World Championship | Impact Plus Exclusive |
| 17. Juli      | Slammiversary          | Skyway Studios                            | Nashville, Tennessee                                    | Kenny Omega (c) vs. Sami Callihan um die Impact World Championship in einem No-DQ-Match |                       |
| 31. Juli      | Homecoming             | Skyway Studios                            | Nashville, Tennessee                                    | Eddie Edwards vs. W. Morrisey in einem hardcore Match | Impact Plus Exclusive |
| 20. August    | Emergence              | Skyway Studios                            | Nashville, Tennessee                                    | Christian Cage (c) vs. Brian Myers um die Impact World Championship | Impact Plus Exclusive |
| 18. September | Victory Road           | Skyway Studios                            | Nashville, Tennessee                                    | Christian Cage (c) vs. Ace Austin um die Impact World Championship | Impact Plus Exclusive |
| 9. Oktober    | Knockouts Knockdown    | Skyway Studios                            | Nashville, Tennessee                                    | Decay (Rosemary und Havok) (c) vs. The Influence (Madison Rayne und Tenille Dashwood) um die Impact Knockouts Tag Team Championship                                                                              | Impact Plus Exclusive |
| 23. Oktober   | Bound for Glory        | Sam’s Town Live                           | Sunrise Manor, Nevada                                   | Josh Alexander (c) vs. Moose um die Impact World Championship |                       |
| 20. November  | Turning Point          | Sam’s Town Live                           | Sunrise Manor, Nevada                                   | Moose (c) vs. Eddie Edwards in einem Full Metal Mayhem Match um die Impact World Championship | Impact Plus Exclusive |
| 9. Oktober    | Throwback Throwdown II | Davis Arena                               | Louisville, Kentucky                                    | Sex Ferguson (c) vs. Santa Claus in einem North Pole Street Fight um den IPWF International Commonwealth Television Championship                                                                                 | Impact Plus Exclusive |

#### 2022
| Datum         | PPV                     | Arena                              | Ort                           | Main Event | Anmerkung                                                                  |
| ------------- | ----------------------- | ---------------------------------- | ----------------------------- | --- | -------------------------------------------------------------------------- |
| 8. Januar     | Hard to Kill            | The Factory in Deep Ellum          | Dallas, Texas                 | Mickie James (c) vs. Deonna Purrazzo in einem Texas DeathMatchum die Impact Knockouts World Championship |                                                                            |
| 19. Februar   | No Surrender            | Alario Center                      | Westwego, Louisiana           | Team Impact (Chris Sabin, Rhino, Rich Swann, Steve Maclin und Willie Mack) vs. Honor No More (Matt Taven, Mike Bennett, PCO, Vincent und Kenny King) (mit Maria Kanellis-Bennett) | Impact Plus Exclusive                                                      |
| 5. März       | Sacrifice               | Old Forester's Paristown Hall      | Louisville, Kentucky          | Moose (c) vs. Heath um die Impact World Championship | Impact Plus Exclusive                                                      |
| 1. April      | Multiverse of Matches   | Fairmount Hotel                    | Dallas, Texas                 | The Good Brothers (Doc Gallows und Karl Anderson) vs. The Briscoe Brothers (Jay Briscoe und Mark Briscoe) | FITE PPV als Teil der WrestleCon                                           |
| 23. April     | Rebellion               | Mid-Hudson Civic Center            | Poughkeepsie, New York        | Moose (c) vs. Josh Alexander um die Impact World Championship |                                                                            |
| 7. Mai        | Under Siege             | Promowest Pavilion at Ovation      | Newport, Kentucky             | Josh Alexander (c) vs. Tomohiro Ishii um die Impact World Championship | Impact Plus Exclusive                                                      |
| 19. Juni      | Slammiversary           | The Asylum (Nashville Fairgrounds) | Nashville, Tennessee          | Josh Alexander (c) vs. Eric Young um die Impact World Championship |                                                                            |
| 1. Juli       | Against All Odds        | Center Stage Theater               | Atlanta, Georgia              | Josh Alexander (c) vs. Joe Doering um die Impact World Championship | Impact Plus Exclusive                                                      |
| 12. August    | Emergence               | Cicero Stadium                     | Cicero, Illinois              | Josh Alexander (c) vs. Alex Shelley um die Impact World Championship | Impact Plus Exclusive                                                      |
| 23. September | Victory Road            | Skyway Studios                     | Nashville, Tennessee          | Moose vs. Sami Callihan vs. Steve Maclin in einem Three-way Barbed Wire Massacre | Impact Plus Exclusive                                                      |
| 7. Oktober    | Bound for Glory         | Washington Avenue Armory           | Albany, New York              | Josh Alexander (c) vs. Eddie Edwards um die Impact World Championship |                                                                            |
| 18. November  | Over Drive              | Old Forester's Paristown Hall      | Louisville, Kentucky          | Josh Alexander (c) vs. Frankie Kazarian um die Impact World Championship | Impact Plus Exclusive                                                      |
| 2. Dezember   | Throwback Throwdown III | Bostin Convention Center           | Winston-Salem, North Carolina | Team Impact Provincial Wrestling Federation (Colt McCoy, Tim Burr, Frank The Butcher, Giuseppe Scovelli Sr., and Giuseppe Scovelli Jr.) vs. Team Great Lakes Unionized Wrestling (Devon Damon, Neptune, Lord Humongous, and Manfred The Mad Mammal) in einem 5-on-4 Handicap Elimination Tag Team Match | Impact Plus Exclusive, Teil der WrestleCon. Aufgezeichnet am 25. November. |

#### 2023
| Datum        | PPV                 | Arena                                 | Ort                                        | Main Event | Anmerkungen                                                               |
| ------------ | ------------------- | ------------------------------------- | ------------------------------------------ | --- | ------------------------------------------------------------------------- |
| 13. Januar   | Hard to Kill        | Center Stage Theater                  | Atlanta, Georgia                           | Jordynne Grace (c) vs. Mickie James Deonna Purrazzo in einem Title vs. Career Match um die Impact Knockouts World Championship       |                                                                           |
| 24. Februar  | No Surrender        | Sam’s Town Live                       | Sunrise Manor, Nevada                      | Josh Alexander (c) vs. Rich Swann um die Impact World Championship                                                                   | Impact Plus Exclusive                                                     |
| 24. März     | Sacrifice           | St. Clair College                     | Windsor, Ontario, Kanada                   | Frankie Kazarian, Rich Swann und Steve Maclin vs. Time Machine (Kushida, Alex Shelley und Chris Sabin)                               | Impact Plus Exclusive                                                     |
| 30. März     | Multiverse United   | Globe Theater                         | Los Angeles, Kalifornien                   | Hiroshi Tanahashi vs. Mike Bailey | FITE PPV                                                                  |
| 16. April    | Rebellion           | The Rebel Complex                     | Toronto, Ontario, Kanada                   | Jordynne Grace vs. Deonna Purrazzo um den vakanten Impact Knockouts World Championship                                               |                                                                           |
| 26. Mai      | Under Siege         | Western Fair District Agriplex        | London, Ontario, Kanada                    | Steve Maclin (c) vs. PCO in einem No Disqualification Match um die Impact World Championship                                         | Impact Plus Exclusive                                                     |
| 9. Juni      | Against All Odds    | Ohio Expo Center                      | Columbus, Ohio                             | Steve Maclin (c) vs Alex Shelley um die Impact World Championship                                                                    | Impact Plus Exclusive                                                     |
| 30. Juni     | Down Under Tour     | Equex Centre                          | Wagga Wagga, New South Wales, Australien   | Alex Shelley (c) vs. Steve Maclin um die Impact World Championship                                                                   | FITE PPV                                                                  |
| 1. Juli      | Down Under Tour     | Equex Centre                          | Wagga Wagga, New South Wales, Australien   | Deonna Purrazzo (c) vs. Gisele Shaw um die Impact Knockouts World Championship                                                       | FITE PPV                                                                  |
| 15. Juli     | Slammiversary       | St. Clair College                     | Windsor, Ontario, Kanada                   | Alex Shelley (c) vs. Nick Aldis um die Impact World Championship                                                                     |                                                                           |
| 30. März     | Multiverse United 2 | 2300 Arena                            | Philadelphia, Pennsylvania                 | Alex Shelley (c) vs. Hiroshi Tanahashi um die Impact World Championship                                                              | FITE PPV                                                                  |
| 27. August   | Emergence           | Rebel Entertainment Complex           | Toronto, Ontario, Kanada                   | Trinity (c) vs. Deonna Purrazzo um die Impact Knockouts World Championship                                                           | Impact Plus Exclusive                                                     |
| 8. September | Victory Road        | Westchester County Center             | White Plains, New York                     | Josh Alexander vs. Steve Maclin | Impact Plus Exclusive                                                     |
| 21. Oktober  | Bound for Glory     | Cicero Stadium                        | Cicero. Illinois                           | Alex Shelley (c) vs. Josh Alexander um die Impact World Championship                                                                 |                                                                           |
| 3. November  | Turning Point       | Walker Activity Dome                  | Newcastle upon Tyne, England               | Will Ospreay vs. Eddie Edwards | Impact Plus Exclusive, aufgezeichnet am 27. Oktober                       |
| 9. Dezember  | Final Resolution    | Don Kolov Arena (Battle Arts Academy) | Mississauga, Ontario, Kanada               | Josh Alexander und Zack Sabre Jr. vs. The Motor City Machine Guns (Alex Shelley und Chris Sabin)                                     | Impact Plus Exclusive                                                     |
| 16. Dezember | Ultra Clash         | ShowCenter Complex                    | San Pedro Garza García, Nuevo León, Mexiko | The Motor City Machine Guns (Chris Sabin und Alex Shelley) and El Hijo del Vikingo vs. Trey Miguel and Los Vipers (Látigo and Toxin) | Aufgezeichnet a, 26. November. Koproduktion mit Lucha Libre AAA Worldwide |

#### 2024
Nach der erneuten Namensänderung in TNA Wrestling wurde aus den Impact Plus Exclusive die TNA+ Exclusive.
| Datum         | PPV              | Arena                         | Ort                           | Main Event | Anmerkungen                          |
| ------------- | ---------------- | ----------------------------- | ----------------------------- | --- | ------------------------------------ |
| 13. Januar    | Hard to Kill     | Palms Casino Resort           | Paradise, Nevada              | Alex Shelley (c) vs. Moose um die TNA World Championship |                                      |
| 23. Februar   | No Surrender     | Alario Center                 | Westwego, Louisiana           | Chris Sabin (c) vs. Mustafa Ali um die TNA X Division Championship | TNA+ Exclusive                       |
| 8. März       | Sacrifice        | St. Clair College             | Windsor, Ontario, Kanada      | Moose (c) vs. Eric Young um die TNA World Championship | TNA+ Exclusive                       |
| 20. April     | Rebellion        | Palms Casino Resort           | Paradise, Nevada              | Moose (c) vs. Nic Nemeth um die TNA World Championship |                                      |
| 3. Mai        | Under Siege      | Washington Avenue Armory      | Albany, New York              | The System (Moose, Brian Myers und Eddie Edwards) vs. „Broken“ Matt Hardy and Speedball Mountain (Trent Seven und Mike Bailey)                                                                                 | TNA+ Exclusive                       |
| 14. Juni      | Against All Odds | Cicero Stadium                | Cicero, Illinois              | Moose (c) vs. „Broken“ Matt Hardy in einem Broken Rules Match um die TNA World Championship | TNA+ Exclusive                       |
| 20. Juli      | Slammiversary    | Verdun Auditorium             | Montreal, Québec, Kanada      | Moose (c) vs. Nic Nemeth vs. Josh Alexander vs. Steve Maclin vs. Frankie Kazarian vs. Joe Hendry in einem Six-Way Elimination Match um die TNA World Championship                                              |                                      |
| 30. August    | Emergence        | Old Forester's Paristown Hall | Louisville, Kentucky          | Nic Nemeth (c) vs. Josh Alexander in a 60-Minute Iron Man match um die TNA World Championship | TNA+ Exclusive                       |
| 13. September | Victory Road     | Boeing Center at Tech Port    | San Antonio, Texas            | Nic Nemeth (c) vs. Moose um die TNA World Championship | TNA+ Exclusive                       |
| 21. Oktober   | Bound for Glory  | Wayne State Fieldhouse        | Detroit, Michigan             | The System (Brian Myers und Eddie Edwards) (c) vs. The Hardys (Matt Hardy und Jeff Hardy) vs. ABC (Ace Austin und Chris Bey) in einem Three-way Full Metal Mayhem Match um die TNA World Tag Team Championship |                                      |
| 3. November   | Turning Point    | Benton Convention Center      | Winston-Salem, North Carolina | Nic Nemeth (c) vs. Eddie Edwards um die TNA World Championship | TNA+ Exclusive, Teil des WrestleCade |
| 13. Dezember  | Final Resolution | Center Stage Theater          | Atlanta, Georgia              | Nic Nemeth (c) vs. A. J. Francis um die TNA World Championship | TNA+ Exclusive                       |

#### 2025
| Datum      | PPV           | Arena                   | Ort                      | Main Event                                                  | Anmerkungen    |
| ---------- | ------------- | ----------------------- | ------------------------ | ----------------------------------------------------------- | -------------- |
| 19. Januar | Genesis       | Curtis Culwell Center   | Garland, Texas           | Nic Nemeth (c) vs. Joe Hendry um die TNA World Championship |                |
| 14. März   | Sacrifice     | El Paso County Coliseum | El Paso, Texas           | TBA.                                                        | TNA+ Exclusive |
| 27. April  | Rebellion     | Galen Center            | Los Angeles, Kalifornien | TBA                                                         |                |
| 20. Juli   | Slammiversary | UBS Arena               | Elmont, New York         | TBA                                                         |                |

## Anzahl der Events pro Jahr
- 2002 - 26
- 2003 - 52
- 2004 – 38
- 2005 – 12
- 2006 – 12
- 2007 – 12
- 2008 – 12
- 2009 – 12
- 2010 – 12
- 2011 – 12
- 2012 – 12
- 2013 – 11
- 2014 – 12
- 2015 – 12
- 2016 – 12
- 2017 – 12
- 2018 – 27
- 2019 – 29
- 2020 – 10
- 2021 – 16
- 2022 – 13
- 2023 – 16
- 2024 – 12
- 2025 – 4

- Insgesamt – 383